# Chirurgien-dentiste
Pour les articles homonymes, voir Chirurgien (homonymie).
 (décembre 2019).

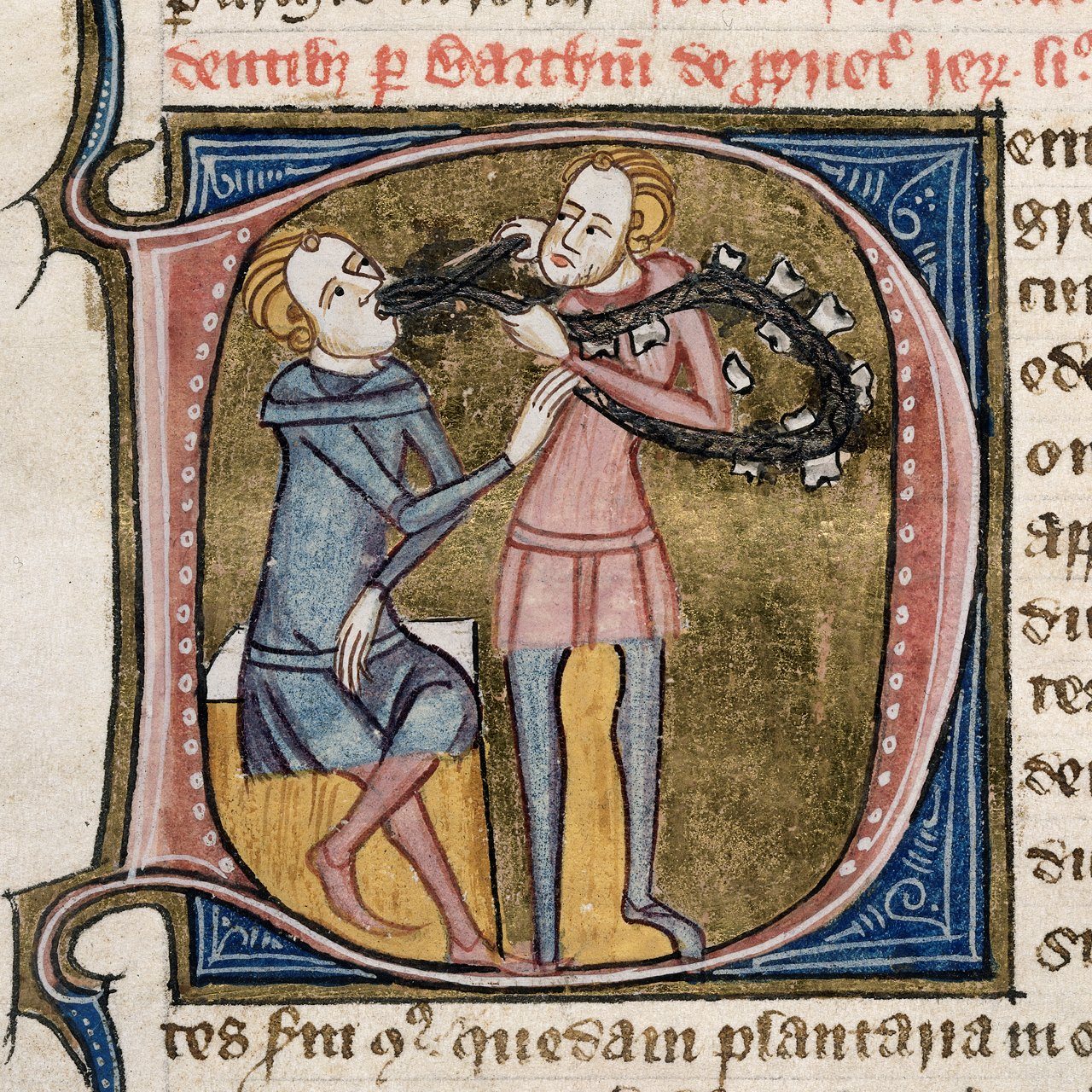
Un dentiste médiéval portant un collier serti de dents. Londres; 1360-75.

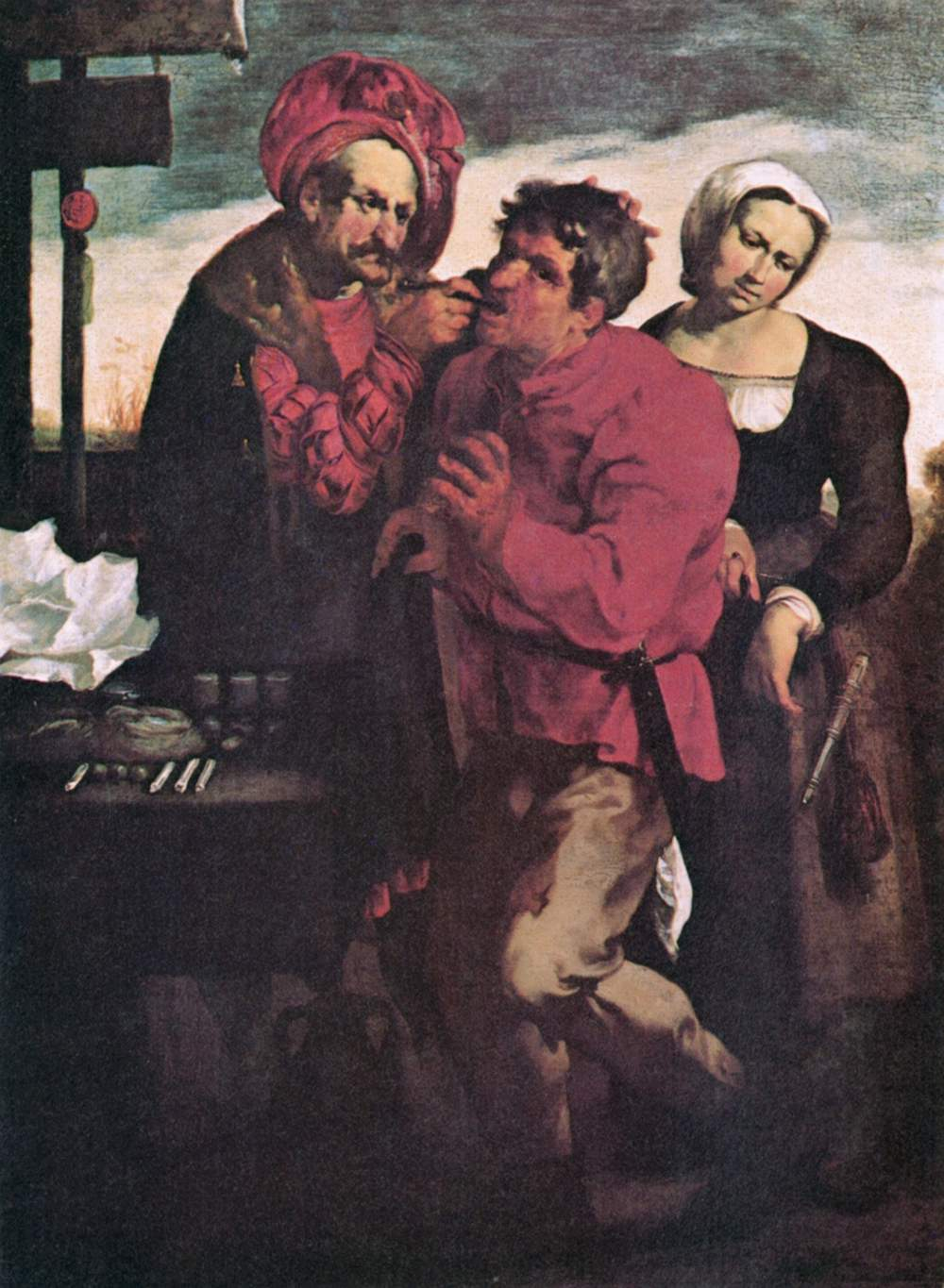
Fermier chez le dentiste, Johann Liss, 1616-17.

Le chirurgien-dentiste, aussi appelé médecin-dentiste ou plus simplement dentiste, est un professionnel de santé médical habilité à pratiquer l'odontologie. Titulaire d'un diplôme d'État de docteur en chirurgie dentaire ou en médecine dentaire dans la plupart des pays, il assure la prévention, le diagnostic et le traitement des anomalies et maladies congénitales ou acquises, réelles ou supposées, de la bouche, des dents, des maxillaires et des tissus attenants.
En France, la profession est marquée par sa profonde tradition libérale : neuf praticiens sur dix exercent sous ce régime individuellement ou en association au sein d'un cabinet dentaire. Suivant la nature de l'intervention, le chirurgien-dentiste libéral peut être appelé à pratiquer en milieu hospitalier dans un service d'odontologie, de chirurgie maxillofaciale ou en bloc opératoire. Une part non négligeable de chirurgiens-dentistes est également salariée, soit en cabinet libéral, soit au sein de structures de santé telles que l'hôpital public (service d'odontologie), les cliniques privées, les centres de soins (mutualistes ou communaux) ou encore le service de santé des armées (SSA).
Dans la religion catholique, la sainte patronne des chirurgiens-dentistes est Apolline d'Alexandrie.
La phobie des soins dentaires et du chirurgien-dentiste s'appelle l'odontophobie (du grec ancien ὀδούς, ὀδόντος / odoús, odóntos, « dent » et φόβος / phóbos, « effroi, peur »).

## Étymologie
Le terme « chirurgien-dentiste » est un syntagme nominal apparu en 1728 au sein de la littérature française, à travers l'œuvre du chirurgien Pierre Fauchard intitulée Le Chirurgien Dentiste, ou Traité des Dents.
Cette unité syntaxique est constituée d'un noyau, « dentiste », et d'un terme satellite, « chirurgien »[réf. nécessaire].
« Chirurgien » : nom commun composé de chirurgie et du suffixe -ien, apparu dans la littérature française en 1175.
« Chirurgie » : du latin chirurgia, lui-même issu du grec ancien χειρουργία / kheirourgía, « travail manuel » (χείρ / kheír, « main » et ἔργον / érgon, œuvre, travail ». Littéralement l'œuvre des mains). Ce terme apparaît en 1171 au sein de la littérature française.
« Dentiste » : nom commun composé de dent et du suffixe substantif -iste (indiquant une filiation à une pratique, à un métier). Ce terme fait son apparition avec le syntagme « chirurgien-dentiste » en 1728.
« Dent » : du latin dentem, accusatif de dens.
La réunion de ces deux termes (« chirurgien » et « dentiste ») constitue, depuis 1728, le titre professionnel de « chirurgien-dentiste ». Il correspond à l'appellation officielle du praticien de l'art dentaire en France, au regard de l'article L.4141-3 du Code de la santé publique,.
Le chirurgien-dentiste est fréquemment nommé « dentiste » par convenance. Ce terme courant, issu du syntagme « chirurgien-dentiste »[Quoi ?], est présent dans la littérature française depuis 1735.
Enfin, le terme « odontologiste » (du grec ancien ὀδούς, ὀδόντος / odoús, odóntos, « dent » et λόγος / lógos, « discours, sujet d'entretien ») s'emploie également pour désigner le chirurgien-dentiste, généralement en milieu hospitalier.

## Formation et exercice professionnel en France

### Histoire
Au Moyen Âge, la médecine est essentiellement pratiquée par les clercs, mais aussi par quelques praticiens laïques, nommés mires, astreints au célibat. En 1163, lors du concile de Tours, l'Église catholique décrète Ecclesia abhorret a sanguine (« L'Église a le sang en horreur »), marquant sa volonté d'interdire progressivement les pratiques chirurgicales aux médecins, pour la plupart membres du clergé à cette époque. En 1215, le IVe concile du Latran va jusqu'à interdire explicitement aux prêtres l'exercice de la chirurgie. L'art dentaire, lié à ce vaste domaine, relève alors de l'artisanat. Il est pratiqué par les barbiers dans leurs boutiques, ou encore par des charlatans comme les arracheurs de dents sur la place publique ou dans les foires,.
En 1268, le roi Louis IX de France autorise la création de la Confrérie de Saint-Côme et de Saint-Damien, qui forme les tout premiers maîtres chirurgiens sur le territoire. Rapidement, les chirurgiens entrent en conflit avec les barbiers, dont la formation intellectuelle et pratique demeure plus réduite, et réclament l'interdiction de la chirurgie pour toute autre profession que celle de chirurgien. Cependant, le roi Charles V proclame l'égalité entre barbiers et chirurgiens en 1366, bien que de nombreuses tensions persistent entre les deux corporations. L'art dentaire est alors conjointement exercé par les chirurgiens-jurés de Saint-Côme et de Saint-Damien, les barbiers-chirurgiens et les charlatans (arracheurs de dents, montreurs de foires) sans qu'il n'existe pour autant de formation ni de diplôme spécifique dans ce domaine,.
Cependant, un nouvel édit supprime en 1423 la capacité des barbiers-chirurgiens à pratiquer la chirurgie sans passer par les enseignements de l'abbaye de Saint-Côme et de Saint-Damien, limitant leur pratique au soin des plaies et des bosses. Les barbiers-chirurgiens ne peuvent plus pratiquer l'art dentaire et notamment les extractions dentaires. Cette pratique est alors réservée aux seuls maîtres chirurgiens-jurés. Finalement, les barbiers-chirurgiens récupèrent l'autorisation de la pratique chirurgicale en 1465.
On distingue alors deux catégories de chirurgiens se faisant concurrence, au début du XVIe siècle :
- les maîtres chirurgiens-jurés, dits chirurgiens à robes longues, formés par la confrérie de Saint-Côme et de Saint-Damien, autorisés à pratiquer les grandes opérations chirurgicales[9] ;
- les barbiers-chirurgiens, dits chirurgiens à robes courtes, barbiers autorisés à pratiquer les petites opérations chirurgicales. Ils pratiquent la dentisterie et notamment les extractions dentaires sur tout le territoire, celles-ci étant généralement délaissées par les maîtres chirurgiens-jurés[9].

Finalement, ces deux corporations fusionnent définitivement en 1656, pour former un seul et même corps professionnel de chirurgiens.
En 1699, un édit royal proclame la création d'un corps de chirurgiens spécialistes : les experts. Les experts diffèrent des maîtres chirurgiens ordinaires par leur formation exclusivement portée sur un domaine précis du corps humain, leur interdisant au passage toute sortie possible de ce domaine, créant de ce fait le premier diplôme de chirurgien n'autorisant pas l'omnipratique chirurgicale sur l'ensemble du corps humain. Parmi ces nouvelles professions apparaît le maître expert pour les dents, qui constitue de ce fait la première apparition officielle du dentiste diplômé de l'histoire de France. Ce diplôme de maître expert pour les dents s'obtient après trois années d'apprentissage en province, ou deux années à Paris, auprès d'un maître chirurgien s'adonnant à l'art dentaire ou d'un maître expert pour les dents, après validation d'un notaire. L'expert est alors reçu à l'Académie royale de chirurgie et doit prêter serment entre les mains du chirurgien du roi.
En 1728, le chirurgien Pierre Fauchard rédige la première encyclopédie médicale intégralement consacrée à l'art dentaire : Le chirurgien-dentiste ou Traité des dents, véritable référence odontologique mondiale qui marqua durablement le monde médical.
Les lettres-patentes du 10 mai 1768, au Titre 9, stipulent que dorénavant les maîtres experts pour les dents devront passer des examens spéciaux à l'Abbaye de Saint-Côme, sanctionnant la fin de leur apprentissage, pour pouvoir exercer.
La Révolution française de 1789 et la proclamation de la Première République en 1792 vont profondément ébranler les bases du système de santé monarchique. À partir de 1791, une succession de lois et de décrets, notamment la loi Le Chapelier, suppriment toutes les corporations, notamment de médecins, de chirurgiens et d'experts, mais aussi les facultés de médecine et les écoles de chirurgie tout en proclamant la liberté de l'exercice des professions et métiers pour tous les citoyens. La pratique de l'art dentaire, comme de la chirurgie et de la médecine, devient totalement libre et peut être exercée par quiconque sans formation ni diplôme. En 1803, sous le Premier Empire, la loi du 19 ventôse de l'An XI rétablit les facultés de médecine et réglemente à nouveau l'exercice de la médecine et de la chirurgie sur le territoire. Dorénavant, nul ne pourra exercer ces deux disciplines sans être diplômé des facultés de médecine au titre de docteur ou d'officier de santé. Les distinctions entre médecine et chirurgie ainsi qu'entre médecin et chirurgien sont abolies.
Deux corps professionnels émanant de la faculté de médecine sont alors recensés :
- les docteurs en médecine ou en chirurgie, qui ont réalisé quatre ans d'études en faculté de médecine et ont soutenu une thèse en français ou en latin. Ils peuvent exercer la médecine et la chirurgie sur l'ensemble du territoire[11]. La distinction entre médecine et chirurgie étant abolie, les titres de docteurs en médecine et de docteurs en chirurgie sont strictement synonymes et représentent un même corps de métier[11] ;
- les officiers de santé, qui ont réalisé deux ans d'études en faculté de médecine et qui sont ensuite reçus par les jurys médicaux  départementaux[11]. Leur pratique de la médecine et de la chirurgie est limitée à l'échelle du département où ils ont été reçus.

Les médecins et chirurgiens diplômés de l'Ancien Régime peuvent bénéficier, par la loi Ventôse, d'une équivalence pour poursuivre leur exercice sous l'Empire. Cependant les experts ne sont pas mentionnés par cette loi et ne peuvent, de ce fait, bénéficier de cette équivalence. La pratique de l'art dentaire est alors rapportée aux docteurs et aux officiers de santé diplômés de la faculté de médecine, sans qu'ils aient reçu de formation ni de diplôme spécifique pour autant. Les charlatans sont également légions à pratiquer la dentisterie sur le territoire, notamment en usurpant les titres des diplômés de la faculté de médecine.
Les maîtres experts pour les dents, vestiges de l'Ancien Régime, oubliés par la loi Ventôse, poursuivent malgré tout leur activité professionnelle. Ils se heurtent rapidement aux docteurs et officiers de santé qui les accusent d'exercer l'art dentaire sans diplôme, art considéré par ces derniers comme attenant au domaine de la médecine et de la chirurgie. Poursuivis devant des juridictions locales de police correctionnelle, les anciens experts pour les dents font l'objet d'une relative clémence de la part des tribunaux, poussant le procureur général à saisir la Cour de Cassation. Celle-ci rejette le pourvoi en février 1827 et acte que l'art dentaire constitue une discipline indépendante de la médecine et de la chirurgie, et qu'il n'y a donc pas nécessité d'être docteur ou officier de santé pour la pratiquer. L'exercice de l'art dentaire est donc jugé libre et sans contraintes, et quiconque peut s'y adonner sans diplôme ni formation, y compris les maîtres experts de l'Ancien Régime ou encore les charlatans tels que les arracheurs de dents.
En avril 1844, l'État réinstaure l'impôt sur la patente dont sont exonérées les professionnels de santé, à savoir les docteurs (médecins et chirurgiens), les officiers de santé, les sages-femmes et les vétérinaires. Les artisans pratiquant l'art dentaire sont alors contraints au paiement, ce qui définit le corps des dentistes patentés.
On distingue alors quatre catégories de praticiens de l'art dentaire à partir de 1844 :
- les médecins/chirurgiens dentistes, non patentés, qui représentent une part marginale des dentistes en France ;
- les officiers de santé dentistes, non patentés, plus nombreux mais limités dans leur exercice au département où ils ont été reçus à leur sortie de la faculté de médecine ;
- les dentistes patentés, artisans dont la pratique est reconnue par l'État grâce au paiement de la patente ;
- les charlatans, non patentés, regroupant les arracheurs de dents, les montreurs de foire et individus en tout genre, qui constituent un réel problème de santé publique[11].

En 1845, les docteurs et officiers de santé dentistes se regroupent derrière le docteur Joseph Audibran qui fonde la Société de chirurgie dentaire de Paris dont l'objectif est de défendre l'honneur et les intérêts de la filière odontologique en prônant son exercice exclusif par les seuls diplômés de la faculté de médecine, rejetant de ce fait les artisans dentistes patentés et les charlatans. Les chirurgiens Roux et Velpaux, éminentes figures de la chirurgie française du XIXe siècle, vont jusqu'à rejeter les officiers de santé pour la pratique de l'art dentaire, discipline à leurs yeux médico-chirurgicale nécessitant au minimum le grade de docteur en médecine ou en chirurgie.
La Société de chirurgie dentaire de Paris attente alors de nombreux procès contre les dentistes patentés et les charlatans, mais elle est finalement déboutée, la Cour de Cassation confirmant en 1846 que l'art du dentiste demeure indépendant de l'art du médecin, du chirurgien et de l'officier de santé et qu'il est loisible à chacun de le pratiquer.
Pour remédier à cette pratique sauvage de la dentisterie sans contraintes ni diplôme, le ministre de l'Instruction Publique sous Louis-Philippe Ier, le comte Narcisse-Achille de Salvandy, propose en 1847 la mise en place d'un brevet spécial de dentiste qui serait obligatoire pour la pratique de l'art dentaire sur le territoire. Après quatre années de stage chez un dentiste diplômé ou deux années de formation en faculté de médecine ou une école affiliée, l'apprenti devrait se soumettre à des examens spéciaux sanctionnant le brevet de dentiste. La révolution de 1848 et l'avènement de la Seconde République mettra fin au projet de réforme, l'art dentaire demeurant de ce fait une discipline libre et sans contraintes.
En 1860 est fondée l'Union nationale des chambres syndicales du commerce et de l'industrie qui offre la possibilités aux différents corps de métiers de se regrouper sous la forme de syndicats. La chambre syndicale de l'art dentaire est ainsi créée en 1879 et regroupe les docteurs dentistes (médecins et chirurgiens), les officiers de santé dentistes et les artisans dentistes patentés. Ce syndicat très hétérogène est placé sous la présidence d'un médecin, le docteur Edmond Andrieu, disciple du docteur Joseph Audibran qui a milité toute sa vie durant pour la reconnaissance de la dentisterie comme une discipline médicale et chirurgicale réservée aux seuls diplômés des facultés de médecine. La volonté du docteur Andrieu de poursuivre l'œuvre de son mentor en réglementant l'art dentaire va générer de vives tensions avec les dentistes patentés au sein de la chambre syndicale qui, eux, prônent l'exercice libre et sans contraintes. Deux syndicats vont naître de ce conflit :
- la Société syndicale odontologique, avec à sa tête le docteur Edmond Andrieu et qui regroupe les docteurs et les officiers de santé dentistes[11]. Elle milite pour l'intégration de l'art dentaire à la médecine.
- le Cercle des dentistes de Paris, avec à sa tête Emmanuel Lecaudey et Charles Godon et qui regroupe les dentistes patentés[11]. Il milite pour la création d'écoles professionnelles libres et la création officielle d'un diplôme professionnel indépendant du diplôme de médecin[11].

Pour marquer sa volonté de réformer la profession tout en la maintenant indépendante du corps médical, le Cercle des dentistes de Paris fonda l'école et l'hôpital dentaires libres de Paris en 1880, puis l'Institut Odontotechnique de Paris en 1884.
En 1880, le ministre Jules Ferry demande la création d'une commission spéciale chargée d'étudier la réglementation de l'Art dentaire sur le territoire par un diplôme spécifique si nécessaire. En 1881, la Commission Lefort conclut sur la possibilité de création d'un diplôme spécial de dentiste indépendant du diplôme de médecin mais demeurant attaché au monde de la médecine.
Le 30 novembre 1892, le diplôme d'État de chirurgien-dentiste est créé et réglementé par la loi Chevandier.
Dorénavant, « Nul ne peut exercer la profession de dentiste, s'il n'est muni d'un diplôme de docteur en médecine ou de chirurgien-dentiste. Le diplôme de chirurgien-dentiste sera délivré à la suite d'examens subis devant un établissement d'enseignement supérieur médical de l'État. »
« Les dentistes seront soumis à toutes les obligations imposées par la loi aux docteurs en médecine. Un règlement, délibéré en Conseil supérieur de l'instruction publique, déterminera les conditions dans lesquelles un dentiste, qui bénéficie des dispositions transitoires, pourra obtenir le diplôme de chirurgien-dentiste. Le droit d'exercer l'art dentaire est maintenu à tout dentiste justifiant qu'il est inscrit au rôle des patentes au 1er janvier 1892 »
Ce diplôme est un compromis entre les revendications de la Société syndicale odontologique et du Cercle des dentistes de Paris. Il s'agit à la fois d'un diplôme médical, attenant au domaine de la médecine et reconnaissant l'art dentaire comme une discipline médico-chirurgicale à part entière, conformément aux volontés de la Société syndicale odontologique, mais c'est aussi d'un diplôme indépendant du diplôme de médecin, dont la formation pourra être dispensée en école libres de chirurgie et de prothèses dentaires, conformément aux volontés du Cercle des dentistes de Paris. Cependant, cette loi ne parvient pas à contenter les deux parties puisque les aspirants chirurgiens-dentistes sont placés tout au long de leurs études sous la tutelle des facultés de médecine, ce contre quoi s'était vigoureusement opposé le Cercle des dentistes de Paris au nom de la liberté et de l'indépendance de la profession tandis que la Société syndicale odontologique n'est pas parvenue à faire de l'art dentaire une spécialité exclusivement réservée aux médecins, qui plus est qualifiante.
Cette loi instaure en outre le monopole de l'art dentaire réservé aux seuls docteurs en médecine et chirurgiens-dentistes diplômés, introduisant la notion d'exercice illégal de la médecine et de l'art dentaire pour quiconque s'adonnerait à cette activité sans les diplômes requis. La loi Chevandier marque ainsi l'avènement d'une nouvelle profession médicale indépendante avec le diplôme d'État de chirurgien-dentiste, et la fin du charlatanisme en dentisterie en déclarant illégaux les arracheurs de dents ou tous autres praticiens exerçant sans patentes ou diplômes. Les officiers de santé sont quant à eux supprimés.
Pour suivre cette nouvelle formation de chirurgien-dentiste, les étudiants n'ont pas l'obligation d'être titulaires du brevet des collèges ou du baccalauréat. Seul le certificat d'études primaires est requis pour pouvoir se présenter à l'examen d'entrée aux écoles libres de chirurgie et de prothèse dentaire. Les études durent trois ans au sein des écoles dentaires à l'issue desquelles les étudiants passent une série d'examens en faculté de médecine aboutissant au diplôme d'État de chirurgien-dentiste. Bien que la formation des futurs praticiens soit assurée par les écoles dentaires libres, la délivrance des diplômes est réalisée et contrôlée par les facultés de médecine qui s'assurent de la qualité de la formation des futurs praticiens de l'art dentaire. Les diplômés bénéficient alors du nouveau titre professionnel de « chirurgien-dentiste diplômé de la faculté de médecine de Paris ». Les décrets de juillet 1893 et de décembre 1894 définissent les conditions d'inscription dans les écoles dentaires libres, les modalités de contrôle des connaissances, ainsi que la situation légale de ces nouvelles structures d'enseignement.
En 1909, la formation des chirurgiens-dentistes est réformée par décret : le nombre d'années d'études passe de trois ans à cinq ans (trois années d'études théoriques, deux années de stage) et les candidats à l'examen d'entrée aux écoles dentaires libres doivent être dorénavant titulaires du brevet.
Après avis de l'Académie nationale de médecine, le baccalauréat devient finalement obligatoire pour se présenter aux examens d'entrées des écoles dentaires à partir de 1935.
La profession dépend à cette époque exclusivement de l'Ordre des médecins. La loi du 17 novembre 1941 relative à l'organisation de la profession de chirurgien-dentiste crée auprès du Conseil supérieur de l'Ordre des Médecins une Section dentaire du Conseil supérieur de l'Ordre et auprès de chaque Conseil départemental de l'Ordre des Médecins, une Section dentaire du Conseil de l'Ordre.
Finalement, l'Ordre national des chirurgiens dentistes est créé le 24 septembre 1945 par l'ordonnance no 45-2184 du Gouvernement provisoire de la République française présidé par Charles de Gaulle. Cette nouvelle entité ordinale permet de renforcer l'indépendance du corps odontologique vis-à-vis des médecins.
Les études de chirurgie dentaire font par la suite l'objet de nouvelles réformes par la loi du 24 mars 1949. Dorénavant, le CPCB (certificat de physique, chimie et biologie) est exigé pour se présenter à l'examen d'entrée des écoles dentaires, en plus du baccalauréat. Les cinq années d'études sont maintenues, chacune étant sanctionnée par un examen passé à la faculté de médecine tandis que le stage est supprimé.
En  1957 et 1958, un mouvement d'étudiants dentistes, lancé par l'Office national des étudiants en chirurgie dentaire, demande la création d'un doctorat de 3e cycle, la mise en place de facultés dentaires, pour que cet enseignement cesse d'être laissé à l'initiative privée, soit uniformisé et professionnalisé,.
À partir du 22 septembre 1965, l'État prend en charge par décret la formation des chirurgiens-dentistes en nationalisant les écoles dentaires libres qui deviennent de ce fait les écoles nationales de chirurgie dentaire (ENCD),. Pour la formation pratique des futurs odontologistes, l'État crée les centres de soins et d'études et de recherches dentaires (CSERD) en convention avec les centres hospitalo-universitaires (CHU) des villes abritant une école nationale de chirurgie dentaire. Le recrutement s'effectue dorénavant sur la base d'examens en première année des études de médecine (PCEM-1), obligatoires pour intégrer ensuite les écoles nationales dentaires.
En 1970, les écoles nationales de chirurgie dentaire intègrent officiellement l'université et prennent le nom de facultés de chirurgie dentaire, aussi nommées unités d'enseignement et de recherche (UER) de chirurgie dentaire, à la suite de la loi relative à l'orientation des universités portée par Edgar Faure en 1968. Les centres de soins et d'études et de recherches dentaires (CSERD) sont pleinement intégrés aux centres hospitalo-universitaires (CHU) et deviennent des services hospitaliers à part entière.
Par la suite, la loi du 24 décembre 1971 portée par le ministre des affaires étrangères, Maurice Schumann, créée le diplôme d'État de docteur en chirurgie dentaire, obligatoire dorénavant pour exercer la profession de chirurgien-dentiste sur le territoire. Le diplôme d'État de chirurgien-dentiste daté de 1892 est de ce fait supprimé. La même année, un concours assorti d'un numerus clausus déterminé chaque année par arrêté ministériel sont imposés en PCEM-1 pour réglementer l'accès aux études de médecine et de chirurgie dentaire.
Une nouvelle réforme des études supérieures fait son apparition en 1984 : les UER des universités sont remplacées sous l'impulsion de la Loi Savary en unités de formation et de recherche (UFR). Les UER de chirurgie dentaire deviennent ainsi des UFR.
Les études durent alors cinq ans, dont une année de médecine s'achevant par un concours sélectif conditionnant la poursuite des études de chirurgie dentaire. En cinquième année les étudiants soutiennent une thèse d'exercice selon des modalités identiques aux thèses d'exercice de médecine, de pharmacie et vétérinaire. À partir de 1987, les chirurgiens-dentistes vont pouvoir se spécialiser en orthodontie avec l'apparition du certificat d'études clinique spéciales mention orthodontie (CECSMO), d'une durée de quatre ans à temps partiel après la cinquième année d'études.
Un second diplôme est créé en 1989 : le diplôme d'études supérieure de chirurgie buccale (DESCB), qui offre la possibilité au chirurgien-dentiste de renforcer ses compétences chirurgicales dans le domaine bucco-dentaire avec quatre années de formation supplémentaires à temps partiel à compter de la dernière année d'études.
Le CECSMO et DESCB sont par la suite intégrés au nouvel internat non qualifiant de chirurgie dentaire en 1992.
L'arrêté ministériel du 27 septembre 1994 va rallonger les études d'odontologie par la création du troisième cycle des études de chirurgie dentaire, passant de cinq années d'études à six années.
La loi du 7 juillet 2009 réforme l'accès aux études médicales et pharmaceutiques avec la création de la première année commune aux études de santé (PACES), remplaçant la PCEM-1 et la PCEP-1. Dorénavant, les aspirants médecins, chirurgiens-dentistes, sages-femmes et pharmaciens devront présenter un concours spécifique à leur filière après une année de formation commune en UFR de médecine pour poursuivre leurs études en deuxième année.
Sous l'impulsion de l'Association dentaire française (ADF), l'Organisation internationale de normalisation (ISO) a décrété le 15 décembre 2010 au cours de l'ISO TC106/SC3 portant sur la norme ISO 1942 « Médecine bucco-dentaire – Vocabulaire » l'obsolescence du terme « art dentaire » pour désigner l'odontologie, le substituant au profit de « médecine bucco-dentaire ». Les nations employant le terme « art dentaire » membres de l'ISO et du CEN (notamment la France) ont donc l'obligation de changer leur législation pour se conformer à la nouvelle norme en vigueur depuis fin 2010 et introduire l'appellation « médecine bucco-dentaire » pour désigner l'exercice de l'odontologie.
En 2011, le ministère de la santé annonce la fondation de l'internat qualifiant de chirurgie dentaire avec la création de trois diplômes d'études spécialisées (DES), accessibles sur la base d'un concours national à partir de la cinquième année d'études :
- le diplôme d'études spécialisées d'orthopédie dento faciale (DESODF) ;
- le diplôme d'études spécialisées de chirurgie orale (DESCO) (commun aux étudiants en médecine et en chirurgie dentaire) ;
- le diplôme d'études spécialisées de médecine bucco-dentaire (DESMBD).

Les études de chirurgie dentaire s'échelonnent alors sur six ans si l'étudiant choisit de ne pas présenter le concours de l'internat en fin de cinquième année, ou sur huit à neuf ans en fonction de la spécialité décrochée à l'internat.

### Définition juridique et cadre légal
(février 2024).
Le chirurgien-dentiste est un professionnel de santé médical habilité à pratiquer l'art dentaire, aussi nommé médecine bucco-dentaire ou chirurgie dentaire. Il est inscrit et réglementé aux Titres I, II, IV et Titre VI du Livre Ier de la quatrième partie législative et réglementaire du Code de la santé publique. Conformément à son statut de praticien de l'art dentaire, il est habilité à exercer sa discipline telle qu'elle est définie à l'article L. 4141-1 du Code de la santé publique : l'art dentaire comporte la prévention, le diagnostic et le traitement des maladies congénitales ou acquises, réelles ou supposées de la bouche, des dents, des maxillaires et des tissus attenants, dans le respect des modalités fixées par le code de la déontologie de la profession à l'article L. 4127-1. Le chirurgien-dentiste peut également prescrire tous les actes, produits ou prestations nécessaires à l'exercice de l'art dentaire, au regard de l'article L. 4141-2.
Conformément aux articles L. 4111-1,  L. 4141-3 et L. 4161-2, nul ne peut exercer l'art dentaire sans être titulaire du diplôme d'État de docteur en chirurgie dentaire délivré par l'Université française au sein d'une unité de formation et de recherche d'odontologie, ou sans être détenteur d'un diplôme d'État de docteur en médecine spécialiste qualifié dans une discipline odonto-stomatologique ou sans être titulaire d'un diplôme de praticien de l'art dentaire ressortissant de l'Union européenne ou d'un autre diplôme étranger reconnu par l'État français,. D'après les articles L. 4111-1 et L. 4141-5, le praticien doit être de nationalité française, andorrane ou ressortissant d'un Etat membre de la Communauté européenne ou partie à l'accord sur l'Espace économique européen, d'un pays lié avec la France par une convention d'établissement, et inscrit au tableau de l'Ordre des chirurgiens-dentiste pour les praticiens de l'art dentaire odontologistes, ou au tableau de l'Ordre des médecins pour les praticiens de l'art dentaire médecins, s'il veut pratiquer la chirurgie dentaire sur le territoire,.
L'exercice du chirurgien-dentiste dans les domaines anatomiques qui lui sont dévolus est limité aux seules compétences du praticien, inhérentes à sa formation dans le domaine médical de l'odontologie, qualification attestée par son diplôme d'État de docteur en chirurgie dentaire qui constitue la clef de voûte de l'organisation de l'atteinte légitime du corps humain par la profession de chirurgien-dentiste. La définition de la pratique professionnelle du chirurgien-dentiste à l'article L. 4141-1 du Code de la santé publique reprend, en effet, les termes centraux de la définition de l'exercice de la médecine à l'article L. 4161-1, à savoir « le diagnostic ou le traitement des maladies congénitales ou acquises, réelles ou supposées », le chirurgien-dentiste pouvant donc intervenir de la même manière que le médecin, mais dans un domaine spécifique : « la bouche, les dents, les maxillaires et les tissus attenants ». Le code de déontologie de la profession prévoit, notamment, dans l'article R. 4127-204 que : « Le chirurgien-dentiste ne doit en aucun cas exercer sa profession dans des conditions susceptibles de compromettre la qualité des soins et des actes dispensés ainsi que la sécurité des patients. Il doit notamment prendre, et faire prendre par ses adjoints ou assistants, toutes dispositions propres à éviter la transmission de quelque pathologie que ce soit. Sauf circonstances exceptionnelles, il ne doit pas effectuer des actes, donner des soins ou formuler des prescriptions dans les domaines qui dépassent sa compétence professionnelle ou les possibilités matérielles dont il dispose ». Le chirurgien-dentiste décide donc, sur le modèle des professions médicales, et dans le champ  qui est le sien, des actes à effectuer dans la limite de sa compétence, qu'il évalue lui-même. Le praticien est donc libre de pratiquer l'ensemble des actes médicaux, chirurgicaux ou prothétiques de prévention, diagnostic et traitements des maladies humaines congénitales ou acquises, réelles ou supposées qu'il juge utile à condition de demeurer dans le champ de ses compétences et de restreindre sa pratique aux seules sièges anatomiques déterminés par la loi et cités à l'article L. 4141-1, à savoir : la bouche, les dents, les maxillaires et les tissus attenants.
L'exercice de l'art dentaire est réglementé aux articles L. 4111-1, L. 4141-3, L. 4161-2, L. 4161-4, L. 4161-5 du Code de la santé publique de telle façon que nul ne peut l'exercer sans être titulaire du titre professionnel de chirurgien-dentiste ou de médecin spécialiste qualifié dans un domaine odonto-stomatologique,,.
Une fois diplômé, le praticien a l'obligation de s'inscrire au tableau du conseil départemental de l'Ordre des chirurgiens-dentiste encadrant son activité locale pour pouvoir exercer de manière régulière. Au cours de cette inscription, le praticien prête notamment par écrit serment de respecter le Code de déontologie médical inscrit au Code de la Santé Publique, inspiré du Serment d'Hippocrate, de la même manière que les médecins et les sages-femmes. Les praticiens militaires et les étudiants bénéficient, quant à eux, de statuts dérogatoires dans leur pratique de l'art dentaire.
Le chirurgien-dentiste, s'il est diplômé remplissant toutes les conditions prévues à l'article L. 4111-1 du Code de la santé publique, peut exercer au sein d'un très grand nombre de structures :
- en cabinet libéral, seul ou en association/collaboration avec d'autres chirurgiens-dentistes ;
- en établissement public de santé, notamment au sein d'un service hospitalier ;
- en établissement privé de santé à but lucratif ou non lucratif ;
- au sein des forces armées françaises ;
- au service du système judiciaire ;
- au sein des organismes de protection sociale sociaux (mutuelles, CPAM) ;
- au sein d'une organisation non gouvernementale (ONG), notamment à visée humanitaire.

### Formation initiale
Pour exercer la profession de chirurgien-dentiste en France, le praticien doit être titulaire d'un diplôme d'État de docteur en chirurgie dentaire. La formation nécessaire à l'obtention de ce diplôme oscille en six et neuf années d'études suivant la spécialité adoptée par le praticien. Elle s'effectue au sein d'une unité de formation et de recherche (UFR) d'odontologie de l'Université française et implique la réussite préalable au concours d'entrée en sciences odontologiques.
Après l'obtention du baccalauréat, l'étudiant doit s'inscrire au sein d'une première année commune aux études de santé (PACES) dispensée en unité de formation et de recherche de médecine. À l'issue de cette année sélective, seuls les candidats s'étant classés avec succès au concours d'odontologie pourront accéder aux études de chirurgie dentaire. Pour l'année 2016/2017, le numerus clausus du concours d'odontologie était de 1 198 places à l'échelle nationale.
À l'issue de cette première année commune aux études de santé, les étudiants classés au concours d'odontologie quittent leur unité de formation et de recherche de médecine pour une unité de formation et de recherche d'odontologie. Elles sont au nombre de seize sur le territoire. Ils y demeureront jusqu'à l'achèvement de leur cursus universitaire et l'obtention de leur diplôme d'État de docteur en chirurgie dentaire.
Conformément à la réforme Licence-Master-Doctorat (LMD), le cursus en sciences odontologiques se divise en trois cycles obligatoires ,:
- Premier cycle : diplôme de formation générale en sciences odontologiques (3 ans, niveau licence)
  - Première année commune aux études de santé (PACES) : 1re année (concours d'entrée)
  - Diplôme de formation générale en sciences odontologiques 2 (DFGSO 2) : 2e année
  - Diplôme de formation générale en sciences odontologiques 3 (DFGSO 3) : 3e année
- Deuxième cycle : diplôme de formation approfondie en sciences odontologiques (2 ans, niveau master)
  - Diplôme de formation approfondie en sciences odontologiques 1 (DFASO 1) : 4e année
  - Diplôme de formation approfondie en sciences odontologiques 2 (DFASO 2) : 5e année
    - Certificat de synthèse clinique et thérapeutique (CSCT)
    - Concours facultatif de l'internat qualifiant en sciences odontologiques
- Troisième cycle court (TCC) : thèse d'exercice (un an, niveau doctorat)
  - Année de thèse 1 (T1) : 6e année
    - Diplôme d'État de docteur en chirurgie dentaire (omnipratique)
- Troisième cycle long (TCL) : internat qualifiant en sciences odontologiques (accessible sur concours à partir de la 5e année)
  - 1re année d'internat : 6e année
  - 2e année d'internat : 7e année
  - 3e année d'internat : 8e année
    - Diplôme d'études spécialisées en orthopédie dento-faciale (DESODF) et diplôme d'État de docteur en chirurgie dentaire.
    - Diplôme d'études spécialisées en médecine bucco-dentaire (DESMBD) et diplôme d'État de docteur en chirurgie dentaire.

  - 4e année d'internat : 9e année
    - Diplôme d'études spécialisées en chirurgie orale (DESCO) et diplôme d'État de docteur en chirurgie dentaire.

L'année universitaire se décompose en deux semestres comportant des unités d'enseignements (UE) dont la validation annuelle apporte à l'étudiant des crédits ECTS.
Le premier cycle en sciences odontologiques comprend trois années d'études (PACES, DFGSO 2 et DFGSO 3) et correspond au stade de la formation pré hospitalière de l'étudiant en chirurgie dentaire. Ce premier cycle est reconnu au grade de licence. L'étudiant alterne entre enseignements théoriques et travaux pratiques, notamment sur simulateurs cliniques.
Le second cycle en sciences odontologiques comprend deux années d'études (DFASO 1 et DFASO 2). Il correspond au stade de la formation hospitalière de l'étudiant. Il intègre un centre de soins, d'enseignement et de recherche dentaires (CSERD) d'un centre hospitalier universitaire (CHU) affilié à sa faculté au sein duquel il pratique l'art dentaire sur des patients, encadré par des chirurgiens-dentistes praticiens hospitaliers et professeurs des universités notamment. Ce second cycle est reconnu au grade de master. L'étudiant valide également en fin de 5e année le certificat de synthèse clinique et thérapeutique (CSCT) lui permettant d'effectuer des remplacements de courtes durées en cabinet dentaire avant l'obtention de son doctorat,. Il bénéficie du statut d'étudiant hospitalier (externe des hôpitaux) en odontologie.
Le troisième cycle court ne présente qu'une seule et dernière année d'externat (T1) au cours de laquelle l'étudiant soutient sa thèse d'exercice débouchant sur le diplôme d'État de docteur en chirurgie dentaire (Bac+6). Il est alors habilité à pratiquer la profession de chirurgien-dentiste dans le domaine de l'omnipratique.
Le troisième cycle long (TCL) est amorcé dès lors que l'étudiant en chirurgie dentaire se classe à l'internat d'odontologie en fin de 5e année. Il permet d'accéder aux trois spécialités propres à la chirurgie dentaire en France : l'orthopédie dento-faciale, la chirurgie orale et la médecine bucco-dentaire. La durée du troisième cycle long oscille entre trois et quatre années d'études suivant la spécialité (Bac+8 à Bac+9). À l'issue de son internat, l'étudiant soutient un mémoire en plus de sa thèse d'exercice débouchant sur un diplôme d'État de docteur en chirurgie dentaire, qualifié spécialiste,.
Au total, 121 places sont disponibles pour l'internat en odontologie en 2024, réparties de la façon suivante :
- Orthopédie dento-faciale : 52 places
- Chirurgie orale : 25 places
- Médecine bucco-dentaire : 44 places

L'internat en odontologie est d'apparition récente en France (2011). Auparavant, la spécialisation en odontologie se caractérisait par le certificat d'études cliniques spéciales, mention orthodontie (CECSMO) pour la pratique de l'orthopédie dento-faciale et le diplôme d'études supérieures de chirurgie buccale (DESCB) pour la pratique avancée de la chirurgie bucco-dentaire.

### Exercice professionnel en France
En France se distinguent deux catégories de praticiens de l'art dentaire : les chirurgiens-dentistes omnipraticiens et les chirurgiens-dentistes spécialistes.

#### Le chirurgien-dentiste
Le chirurgien-dentiste soigne les pathologies congénitales ou acquises de la cavité orale, de l'organe dentaire, des maxillaires et des tissus attenants (parodonte, os, muqueuses etc.). Sa formation se caractérise par la soutenance d'une thèse d'exercice à l'issue du troisième cycle court en odontologie (Bac+6) permettant l'obtention du diplôme d'État de docteur en chirurgie dentaire et du titre professionnel de « chirurgien-dentiste ».
Il opère dans le champ de l'omnipratique en odontologie qui regroupe différents domaines :
- la chirurgie bucco-dentaire ;
- l'endodontie ;
- l'implantologie ;
- l'occlusodontie ;
- l'odontologie conservatrice et restauratrice ;
- l'odontologie médico-légale ;
- l'odontologie du sport ;
- l'orthopédie dento-faciale ;
- la parodontie ;
- la pédodontie ;
- la prothèse dentaire.

À l'issue de l'obtention de son doctorat, le chirurgien-dentiste est habilité à pratiquer dans les différentes disciplines inhérentes à l'odontologie. Cependant, certains praticiens experts dans un domaine odontologique donné peuvent choisir de l'exercer à titre exclusif comme l'endodontie, la chirurgie, l'occlusodontie, la pédodontie ou encore l'implantologie.
En outre, le chirurgien-dentiste omnipraticien peut renforcer ses connaissances en décrochant après sa thèse d'exercice des diplômes universitaires (DU), inter-universitaires (DIU) et des certificats d'études spécialisés (CES) de chirurgie dentaire,. Ces différentes catégories de diplômes sont délivrées au sein des seize facultés de chirurgie dentaire de France après une période de formation complémentaire post-universitaire réalisée par le praticien diplômé à temps partiel.
En France, le chirurgien-dentiste dit omnipraticien exerce la plupart du temps en cabinet libéral, seul ou en association. Une part croissante de praticiens exerce également sous le régime du salariat, généralement en mutuelles, en milieu hospitalier ou au sein de l'armée.

#### Le chirurgien-dentiste spécialiste
À l'issue de sa 5e année d'études en sciences odontologiques, l'étudiant peut choisir entre l'omnipratique et la spécialisation en odontologie. Pour exercer en tant qu'omnipraticien, l'étudiant devra réaliser un troisième cycle court (TCC) en odontologie qui se résume par une sixième et dernière année d'étude débouchant sur le diplôme d'État de docteur en chirurgie dentaire. Pour exercer en tant que spécialiste, il devra réussir le concours de l'internat qualifiant en odontologie correspondant au troisième cycle long (TCL) en sciences odontologiques. Trois spécialités sont accessibles par celui-ci : l'orthopédie dento-faciale, la chirurgie orale et la médecine bucco-dentaire,. À l'issue de ce troisième cycle long, l'interne en odontologie soutient une thèse d'exercice ainsi qu'un mémoire permettant l'obtention l'obtention du diplôme d'État de docteur en chirurgie dentaire qualifié spécialiste. Un spécialiste ne pouvant exercer que sa spécialité seule, il doit renoncer à l'omnipratique en odontologie et se conformer aux seuls actes inhérents à son domaine de spécialisation.

##### Le chirurgien-dentiste spécialiste en orthopédie dento-faciale (orthodontiste)
Couramment nommé orthodontiste, le chirurgien-dentiste spécialiste en orthopédie dento-faciale corrige les malpositions dentaires, les anomalies dento-maxillaires et dento-maxillo-faciales, permettant une croissance harmonieuse de la face et des mâchoires ainsi qu'un développement optimal des fonctions orales et nasales telles que la mastication, la phonation, la respiration ou encore l'élocution.
Les traitements orthodontiques sont couramment réalisés chez le sujet jeune en phase d'adolescence car la denture définitive en éruption présente une malléabilité supérieure à celle de l'adulte. Pour déterminer la nature du traitement à suivre, l'orthodontiste s'appuie sur un examen clinique et radiologique poussé lui permettant choisir la thérapeutique la mieux adaptée pour son patient.
L'orthopédie dento-faciale est une spécialité accessible par l'internat qualifiant en odontologie, à partir de la 5e année d'études en chirurgie dentaire. Elle nécessite à ce stade trois années d'études supplémentaires, pour un total de huit années de formation (Bac+8). L'internat achevé, l'étudiant valide par la soutenance d'un mémoire le diplôme d'études spécialisées en orthopédie dento-faciale (DESODF). Il doit également soutenir sa thèse d'exercice permettant l'obtention du diplôme d'État de docteur en chirurgie dentaire, spécialiste en orthopédie dento-faciale.
Avant l'apparition de l'internat qualifiant d'odontologie, la spécialité était accessible par le certificat d'étude clinique spéciale, mention orthodontie (CECSMO). Le CECSMO se préparait en quatre ans à temps partiel à l'issue de la thèse de sixième année. Le diplôme d'études spécialisées en orthopédie dento-faciale (DESODF) remplace le CECSMO depuis novembre 2011.
Dans sa pratique quotidienne, le chirurgien-dentiste spécialiste qualifié en orthopédie dento-faciale peut travailler en cabinet libéral, seul ou en association, mais aussi en milieu hospitalier, notamment en service d'odontologie ou de stomatologie et chirurgie maxillo-faciale d'un centre hospitalier universitaire (CHU).
Le nombre de places à l'internat qualifiant d'odontologie allouées au diplôme d'études spécialisées en orthopédie dento-faciale (DESODF) était de 53 en 2017.

##### Le chirurgien-dentiste spécialiste en chirurgie orale
Le chirurgien-dentiste spécialiste en chirurgie orale (couramment nommé chirurgien oral) soigne les pathologies lourdes de la sphère orale par des actes médico-chirurgicaux sensibles et complexes, que le chirurgien-dentiste omnipraticien ne peut systématiquement assurer dans sa pratique quotidienne de la chirurgie dentaire.
Le chirurgien oral intervient notamment dans le diagnostic et le traitement des pathologies sévères des maxillaires, des articulations temporo-mandibulaires, des glandes salivaires et des tissus attenants.
Il intervient également en traumatologie bucco-dentaire, en implantologie ou encore dans le diagnostic et le traitement des tumeurs bénignes de la sphère orale.
La chirurgie orale est une spécialité accessible par l'internat qualifiant en odontologie, à partir de la 5e année d'études en chirurgie dentaire. Elle nécessite à ce stade quatre années d'études supplémentaires, pour un total de neuf années de formation (Bac+9). L'internat achevé, l'étudiant valide par la soutenance d'un mémoire le diplôme d'études spécialisées en chirurgie orale (DESCO). Il doit également soutenir sa thèse d'exercice permettant l'obtention du diplôme d'État de docteur en chirurgie dentaire, spécialiste en chirurgie orale.
La spécialité de chirurgie orale est également accessible par les épreuves classantes nationales (ECN) de médecine en 6e année, pour une durée identique de quatre années d'études (Bac+10).
Avant la création de l'internat qualifiant d'odontologie, le chirurgien-dentiste pouvait se former de manière poussée en chirurgie bucco-dentaire grâce au diplôme d'études supérieures de chirurgie buccale (DESCB), préparé en quatre à temps partiel à l'issue de la thèse de sixième année.
Le nombre de places à l'internat qualifiant d'odontologie allouées au diplôme d'études spécialisées en chirurgie orale (DESCO) était de 15 en 2017.

##### Le chirurgien-dentiste spécialiste en médecine bucco-dentaire
Le chirurgien-dentiste spécialiste en médecine bucco-dentaire est expert dans la prise en charge des patients à besoins spécifiques ou poly-pathologiques présentant un état bucco-dentaire complexe et particulier. Travaillant en milieu hospitalier au sein d'équipes pluridisciplinaires médico-odontologiques, il possède des compétences approfondies dans les différents domaines liés à l'omnipratique en odontologie (endodontie, parodontie, prothèse…) et les applique sur des patients hospitalisés et sensibles nécessitant une approche de soin particulière : patients phobiques, contractant une à plusieurs pathologies lourdes ou spécifiques, ou encore présentant un handicap mental ou physique. Le chirurgien-dentiste spécialiste en médecine bucco-dentaire est notamment formé aux techniques poussées de sédation en odontologie comme l'usage du mélange équimolaire oxygène-protoxyde d'azote (M.E.O.P.A.).
La médecine bucco-dentaire est une spécialité accessible par l'internat qualifiant en odontologie, à partir de la 5e année d'études en chirurgie dentaire. Elle nécessite à ce stade trois années d'études supplémentaires, pour un total de huit années de formation (Bac+8). L'internat achevé, l'étudiant valide par la soutenance d'un mémoire le diplôme d'études spécialisées en médecine bucco-dentaire (DESMBD). Il doit également soutenir sa thèse d'exercice permettant l'obtention du diplôme d'État de docteur en chirurgie dentaire, spécialiste en médecine bucco-dentaire.
Le nombre de places l'internat qualifiant d'odontologie allouées au diplôme d'études spécialisées en médecine bucco-dentaire (DESMBD) était de 41 en 2017.

### Autres modes d'exercice de l'odontologie en France

#### Le chirurgien-dentiste en établissement de santé
Le chirurgien-dentiste peut exercer en établissement de santé publique ou privé. Suivant la structure hospitalière d'accueil et les qualifications du praticien, le chirurgien-dentiste pourra prétendre à plusieurs titres hospitaliers et hospitalo-universitaires accessibles sur la base de concours nationaux.
La Code de la santé publique distingue deux catégories de chirurgiens-dentistes hospitalo-universitaires en établissement public de santé (EPS):
- Les agents titulaires des centres de soins, d'enseignement et de recherche dentaire (CSERD) des centres hospitaliers (CH) :
  - le chirurgien-dentiste maitre de conférences des universités - praticien hospitalier (MCU-PH) ;
  - le chirurgien-dentiste professeur des universités – praticien hospitalier (PU-PH).
- Les agents non titulaires des centres de soins, d'enseignement et de recherche dentaire (CSERD) des centres hospitaliers (CH) :
  - le chirurgien-dentiste assistant hospitalier universitaire (AHU).

Les établissements publics de santé comportent également deux catégories de chirurgiens-dentistes hospitaliers :
- le chirurgien-dentiste praticien hospitalier (PH) ;
- le chirurgien-dentiste praticien attaché.

Les chirurgiens-dentistes en établissement de santé sont essentiellement salariés. Exerçant à temps plein ou à temps partiel, ils représentent moins de 3 % des praticiens de l'art dentaire en France. Leur exercice professionnel est essentiellement pratiqué au sein des services hospitaliers d'odontologie. Lorsque le service d'odontologie est jumelé avec une unité de formation et de recherche d'odontologie, celui-ci prend l'appellation de centre de soins, d'enseignement et de recherche dentaires (CSERD), au nombre de seize sur le territoire.

##### Les agents titulaires des centres de soins, d'enseignement et de recherche dentaire (CSERD) des centres hospitaliers (CH)

###### Le chirurgien-dentiste maitre de conférences des universités, praticien hospitalier (MCU-PH)
En France, le chirurgien-dentiste maitre de conférences des universités - praticien hospitalier (MCU-PH) exerce au sein des centres de soins, d'enseignement et de recherche dentaire (CSERD) des centres hospitaliers (CH). Nommé à titre permanent au sein de l'université et de l'hôpital publique, il remplit deux fonctions : praticien hospitalier d'un établissement de santé publique et enseignant universitaire au sein d'une unité de formation et de recherche.
Pour soumettre sa candidature au concours nationales des universités (CNU) des maitre de conférences des universités - praticien hospitalier (MCU-PH), le chirurgien-dentiste doit obligatoirement satisfaire les deux conditions suivantes :
1) Être titulaires de l'un des diplômes suivants : 
- le diplôme d'études approfondies (DEA) ;
- le diplôme national de master ;
- le doctorat mentionné à l'article L. 612-7 du code de l'éducation ;
- le doctorat de troisième cycle ;
- l'habilitation à diriger des recherches (HDR) ou doctorat d'État
- le diplôme d'études et de recherches en biologie humaine ;
- le diplôme d'études et de recherches en sciences odontologiques ou titres et travaux admis en équivalence à ce diplôme avant le 30 septembre 1985, pour la préparation du doctorat d'État en odontologie[53].

2) Avoir exercé pendant au moins deux ans des fonctions d'assistant hospitalier universitaire (AHU) des centres de soins, d'enseignement et de recherche dentaires (CSERD) ou d'assistant des universités - odontologiste assistant des services de consultations et de traitement dentaires.
Le praticien remplissant toutes les conditions nécessaires doit transmettre sa candidature au ministère de l'enseignement supérieur et de la recherche dans les quinze jours suivant la publication annuel de l'arrêté ministériel détaillant les modalités de candidature au concours des MCU-PH. La candidature du chirurgien-dentiste est retenue par décision conjointe du ministère de l'enseignement supérieur et de la recherche et du directeur général du centre national de gestion des praticiens hospitaliers et du personnel de direction de la fonction publique hospitalière. Sa candidature acceptée, le chirurgien-dentiste peut se présenter au concours national des MCU-PH. Il pourra prétendre au titre de maitre de conférences des universités - praticien hospitalier (MCU-PH) des centres de soins, d'enseignement et de recherche dentaires (CSERD) qu'après réussite au concours.

###### Le chirurgien-dentiste professeur des universités – praticien hospitalier (PU-PH)
Le chirurgien-dentiste professeur des universités – praticien hospitalier (PU-PH) exerce au sein des centres de soins, d'enseignement et de recherche dentaire (CSERD) des centres hospitaliers (CH). Nommé à titre permanent au sein de l'université et de l'hôpital public, il remplit deux fonctions : praticien hospitalier d'un établissement public de santé et enseignant universitaire au sein d'une unité de formation et de recherche.
Pour soumettre sa candidature au concours national des universités (CNU) de type 1 des professeurs des universités – praticien hospitalier (PU-PH), le chirurgien-dentiste doit obligatoirement satisfaire les deux conditions suivantes :
1) Être titulaire de l'habilitation à diriger des recherches (HDR) ou du doctorat d'État ;
2) Être maitre de conférences des universités - praticien hospitalier (MCU-PH) des centres de soins, d'enseignement et de recherche dentaires (CSERD) ou professeur du premier grade de chirurgie dentaire - odontologiste des services de consultations et de traitements dentaires et justifier d'au moins trois années de fonctions en position d'activité, de détachement ou de délégation dans l'un de ces corps.
Les candidats doivent, en outre, pour satisfaire à l'obligation de mobilité, avoir exercé pendant un an au moins, en dehors du centre hospitalier universitaire (CHU) dans lequel ils sont affectés, des activités de soins ou d'enseignement ou de recherche en France ou à l'étranger, à l'exclusion des activités de soins dentaires dans des établissements de santé privés ne participant pas au service public hospitalier ou en clientèle de ville Le praticien remplissant toutes les conditions nécessaires doit transmettre sa candidature au ministère de l'enseignement supérieur et de la recherche dans les quinze jours suivant la publication annuelle de l'arrêté ministériel détaillant les modalités de candidature au concours des PU-PH. La candidature du chirurgien-dentiste est retenue par décision conjointe du ministère de l'enseignement supérieur et de la recherche et du directeur général du centre national de gestion des praticiens hospitaliers et du personnel de direction de la fonction publique hospitalière. Sa candidature acceptée, il peut se présenter au concours national des PU-PH Il ne pourra prétendre au titre de professeur des universités – praticien hospitalier (PU-PH) des centres de soins, d'enseignement et de recherche dentaires (CSERD) qu'après réussite au concours

##### Les agents non titulaires des centres de soins, d'enseignement et de recherche dentaire (CSERD) des centres hospitaliers (CH)

###### Le chirurgien-dentiste assistant hospitalier universitaire (AHU)
Le chirurgien-dentiste assistant hospitalier universitaire (AHU) des centres de soins, d'enseignement et de recherche dentaires (CSERD) des centres hospitaliers (CH) est recruté sur concours et nommé pour deux ans par décision conjointe du directeur de l'unité de formation et de recherche (UFR) d'odontologie et du directeur général du centre hospitalier universitaire. Il peut être maintenu en fonctions pour une période d'un an, renouvelable une fois pour une durée égale, si l'état d'avancement de ses travaux de recherche le justifie, par décision prise conjointement, sur proposition du praticien exerçant les fonctions de chef de service, par le directeur de l'unité de formation et de recherche d'odontologie et le directeur général du centre hospitalier universitaire concernés.

##### Les chirurgiens-dentistes hospitaliers et attachés

###### Le chirurgien-dentiste praticien hospitalier (PH)
Le chirurgien-dentiste praticien hospitalier (PH) exerce son art au sein d'un établissement public de santé sans limitation de durée. Il peut exercer son activité à temps plein ou à temps partiel en alternant avec une activité libérale.
L'accès au titre de praticien hospitalier implique la réussite au concours national des praticiens hospitaliers (CNPH). Le concours national des praticiens des établissements publics de santé de type 1 est ouvert à tous les chirurgiens-dentistes détenteurs du diplôme d'État de docteur en chirurgie dentaire et justifiant de deux années de fonctions effectives dans une administration, un établissement public ou un organisme à but non lucratif. Les candidats doivent s'inscrire auprès d'une agence régionale de la santé (ARS) dans un délai fixé par arrêté ministériel. Seuls les candidats ayant réussi le concours pourront prétendre au titre de chirurgien-dentiste praticien hospitalier.

###### Le chirurgien-dentiste praticien attaché
Le chirurgien-dentiste praticien attaché est un contractuel exerçant son activité professionnel au sein d'un établissement public de santé. Il peut exercer concomitamment ses fonctions dans une ou plusieurs structures du même établissement ou dans des établissements différents. Il est recruté par le directeur de l'établissement sur proposition du chef de pôle ou, à défaut, du responsable du service, de l'unité fonctionnelle ou de toute autre structure interne d'affectation après avis du président de la commission médicale d'établissement. Il est recruté pour un contrat d'une durée maximale d'un an, renouvelable dans la limite d'une durée totale de vingt-quatre mois.
Le praticien peut être employé à temps plein ou temps partiel par l'établissement de santé. Dans le cas d'un exercice à temps plein, le chirurgien-dentiste s'engage à consacrer la totalité de son activité professionnelle au service de l'établissement public de santé employeur.

#### Le chirurgien-dentiste des armées

##### Descriptif

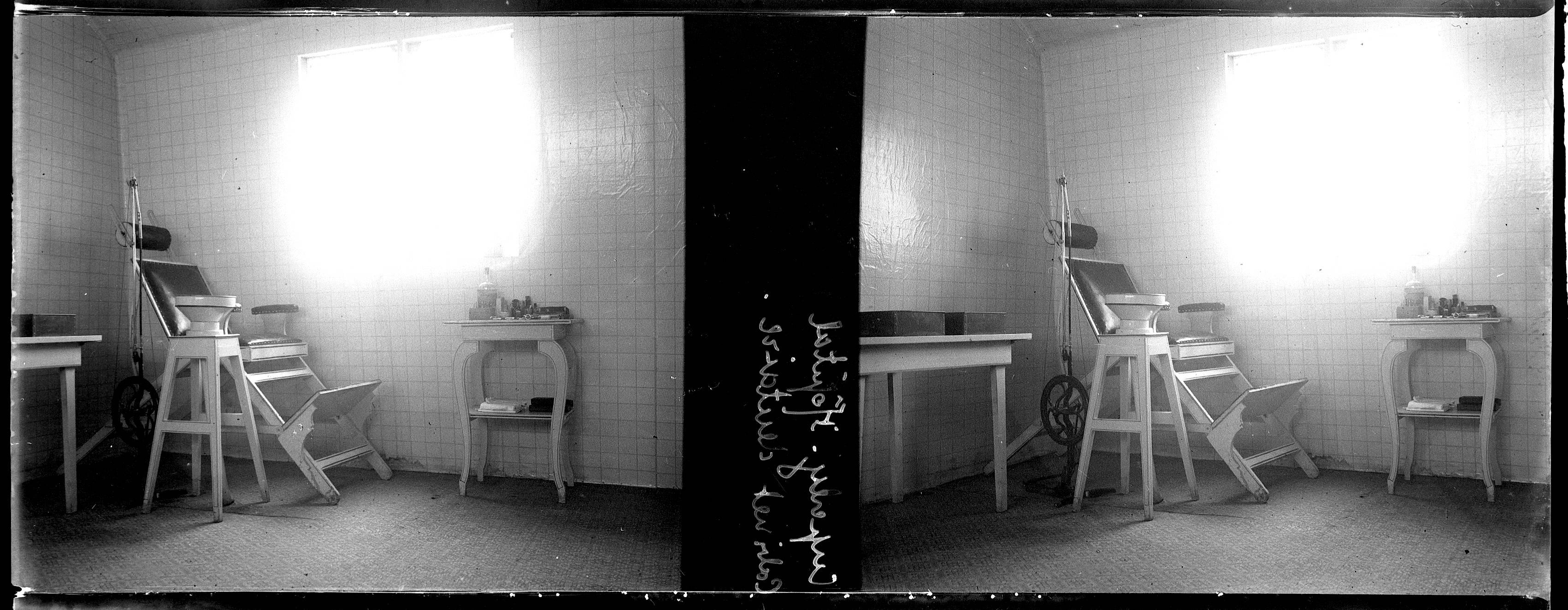
Cabinet dans un H.O.E en 1916.

Le chirurgien-dentiste des armées opère ses missions de prévention, diagnostic et traitements des pathologies bucco-dentaires sein du service de santé des armées (SSA). Il exerce dans les différents hôpitaux d'instruction des armées, au nombre de neuf sur le territoire, mais aussi au sein des services médicaux d'unités, présents notamment sur certains bâtiments de la Marine nationale tels que la classe de porte-hélicoptères Mistral. Suivant la situation internationale, il peut être appelé en opération extérieure (OPEX) aux côtés des unités combattantes.
Le chirurgien-dentiste des armées est officiellement créé par décret le 26 juin 1916, lorsque le gouvernement pris conscience de l'importance d'une bonne hygiène buccodentaire pour le moral et la vitalité des hommes de troupe. Le premier corps de chirurgiens-dentistes des armées est fondé le 18 octobre 1918 : il s'agit d'un corps de réserve constitué peu de temps avant la fin de la Première Guerre mondiale.
Pendant la durée de la conscription, l'essentiel des soins bucco-dentaires délivrés au sein de l'armée française était réalisé par des chirurgiens-dentistes appelés au service militaire ainsi que par des chirurgiens-dentistes réservistes. La cessation du service militaire en 1996 a conduit à la création du Corps de carrière des chirurgiens-dentistes des armées en l'an 2000, composé de praticiens à temps plein à la différence des praticiens appelés et réservistes qui constituaient la majeure partie des effectifs des chirurgiens-dentistes militaires à l'époque de la conscription.
En 2015, 45 officiers chirurgiens-dentistes exercent à temps plein au sein du Corps de carrière des chirurgiens-dentistes des armées. Sur les 3,000 réservistes comptés au sein du service de santé des armées, 6 % des effectifs (soit près de 180 professionnels) sont chirurgiens-dentistes.
Il existe trois statuts pour le chirurgien-dentiste des armées :
- le chirurgien-dentiste/officier de réserve ;
- le chirurgien-dentiste/officier sous contrat ;
- le chirurgien-dentiste/officier de carrière.

###### Le chirurgien-dentiste réserviste
Après l'obtention de son diplôme d'État de docteur en chirurgie dentaire au sein de l'université française, le chirurgien-dentiste civil peut s'engager dans la réserve opérationnelle du service de santé des armées. Bien que son exercice demeure essentiellement ancré dans le monde civil, il est ponctuellement appelé à exercer son art au sein des corps d'armées, pour des durées prédéterminées dans son contrat d'engagement. En moyenne, le réserviste santé effectue entre un et 150 jours d'activité par an. Il subit une formation militaire initiale puis une formation d'adaptation à l'emploi et enfin une formation continue pour répondre de manière optimale à la demande spécifique des forces armées. L'engagement à servir dans la réserve (ESR) implique d'être mobilisable à tout moment en cas de conflit.

###### Le chirurgien-dentiste sous contrat
Le chirurgien-dentiste civil peut choisir d'exercer à temps plein au sein du service de santé des armées sur une période déterminée par un contrat d'engagement allant de trois à cinq ans si le praticien a reçu une formation civile, de dix ans post doctorat si le praticien a reçu une formation militaire. Les praticiens sous contrat sont recrutés par le ministère de la Défense selon les disponibilités budgétaires et géographiques des forces armées après passage devant une commission de recrutement. La durée maximale du contrat d'engagement est de dix ans renouvelable.

###### Le chirurgien-dentiste de carrière
Le chirurgien-dentiste de carrière est membre du Corps de carrière des chirurgiens-dentistes des armées : il exerce à temps plein sans limitation initiale de durée, bénéficiant d'une sécurité de l'emploi au sein du service de santé des armées. Il existe cependant une limite d'âge de service par grade, impliquant la nécessité de passer au grade supérieur avant cette limite d'âge pour rester en service. L'accessibilité à ce corps implique la réussite à une série de concours internes, ouverts aux officiers sous contrat et aux officiers réservistes en situation d'activité (ORSA).

##### Formation et recrutement
Bien qu'à l'heure actuelle, la plupart des chirurgiens-dentistes ait reçu une formation civile avant d'intégrer le service de santé des armées (SSA) pour y faire carrière (officier réserviste, officier sous contrat), il existe une possibilité de formation initiale militaire pour les étudiants en chirurgie dentaire. Suivant les besoins des SSA, les étudiants en première année commune aux études de santé (PACES) à l'École de santé des armées à Lyon classés au concours d'odontologie peuvent être autorisés à poursuivre leur premier cycle d'odontologie en 2e année. Cependant, cette voie d'accès est actuellement fermée.

##### Uniforme
Les galons des chirurgiens-dentistes sont « or, passepoilés de velours prune » depuis octobre 1918. Leur attribut est un bâton d'Asclépios soutenu par une demi-couronne de chêne et de laurier, or. Leurs galons figurent à l'extrémité des manches de l'uniforme. Sur les épaules figurent également une paire d'attentes passepoilées de velours prune ou, suivant la tenue, une paire de pattes d'épaules velours prune arborant les galons de l'officier. Cet ensemble caractérise le chirurgien-dentiste au sein du service de santé des armées, de l'Armée de terre et de l'Armée de l'air. Dans la Marine nationale, l'uniforme arbore en plus une ancre de mouillage et le velours violet type prune laisse place au velours gris fer pour représenter le chirurgien-dentiste embarqué.

##### Grades
Les grades des chirurgiens-dentistes des armées sont les suivants (entre parenthèses, l'équivalent dans l'armée de terre) :
- aspirant chirurgien-dentiste (un galon discontinu : correspond au grade de l'étudiant en chirurgie dentaire militaire de la deuxième année d'études à la thèse d'exercice) ;
- chirurgien-dentiste des hôpitaux des armées (deux galons : équivalent à lieutenant) ;
- chirurgien-dentiste (trois galons : équivalent à capitaine) ;
- chirurgien-dentiste principal (quatre galons : équivalent à commandant) ;
- chirurgien-dentiste en chef (cinq galons : équivalent à lieutenant-colonel puis à colonel) ;
- chirurgien-dentiste chef des services de classe normale (grade situé entre colonel et général de brigade) ;
- chirurgien-dentiste-général, nommé parmi les chirurgiens-dentistes chefs des services de classe normale (deux étoiles or : équivalent à général de brigade) ;
- chirurgien-dentiste-général-inspecteur (trois étoiles or : équivalent à général de division).

#### Le chirurgien-dentiste légiste
Le chirurgien-dentiste légiste, aussi nommé odontologiste médico-légal, est un auxiliaire de justice chargé d'analyser la bouche, les dents, les maxillaires (os maxillaire, os mandibulaire) et les tissus attenants d'un corps humain à des fins d'expertises judiciaires ou dans le cadre d'une procédure d'identification d'un corps au sein d'une équipe pluridisciplinaire composée notamment de médecins légistes, de biologistes ou encore de juristes,.
Sa mission s'articule autour de quatre axes : 
- identification d'un corps ;
- détermination de l'âge dentaire du corps ;
- étude des morsures humaines ;
- étude des morsures animales.

Les odontologistes médico-légaux sont généralement appelés lorsqu'un corps découvert est inconnu, n'est pas identifiable par la famille ou par ses empreintes digitales (corps brûlé, détruit, noyé, etc.), ou encore lorsque celui-ci présente des traces de morsures à déterminer. Ils peuvent également être appelés pour évaluer les préjudices causés par des soins dentaires défectueux ou pour évaluer la maltraitance causée sur un être humain,.
Il n'existe pas, à proprement parler, de spécialité en odontologie médico-légale pour devenir chirurgien-dentiste légiste : ce domaine est enseigné à tous les étudiants de 2e et 3e cycle en odontologie. Essentiellement, il s'agit de chirurgiens-dentistes des armées, ou encore de chirurgiens-dentistes civils ayant démontré leur compétence dans ce domaine, notamment par l'obtention d'un certificat d'études supérieures de chirurgie dentaire en odontologie légale ou un diplôme universitaire (DU) d'odontologie médico-légale. En tant qu'auxiliaires de justice, ces praticiens ont prêté serment devant un tribunal et interviennent dès lors qu'ils sont sollicités par la Justice française pour livrer leur expertise. Le reste du temps, ils exercent comme tout chirurgien-dentiste omnipraticien ou spécialiste, en structure libérale ou salariale.

#### Autres orientations administratives de la profession de chirurgien-dentiste en France
L'orientation professionnelle du chirurgien-dentiste jouit d'une grande diversité en France. Suivant ses qualifications, le praticien peut être affecté à plusieurs corps administratifs. On distingue notamment :
- le chirurgien dentiste chargé du contrôle social et de la prévention, exerçant en mutuelle ou au sein de la sécurité sociale ;
- le chirurgien-dentiste informaticien ;
- le chirurgien-dentiste inspecteur de santé publique ;
- le chirurgien-dentiste territorial, exerçant dans le cadre des bureaux d'hygiène et de la protection maternelle et infantile ;
- le chirurgien-dentiste du travail agricole, en collaboration avec la Mutualité sociale agricole (MSA) ;
- le chirurgien-dentiste conseil en assurance ;
- le chirurgien-dentiste en milieu carcéral ;
- le chirurgien-dentiste de catastrophe[73].

### Représentation juridique et intellectuelle
En France, la profession de chirurgien-dentiste est représentée sur le plan juridique par l'Ordre national des chirurgiens-dentistes de France (ONCDF) et sur le plan intellectuel par l'Académie nationale de chirurgie dentaire (ANCD).

#### L'Ordre national des chirurgiens-dentistes de France (ONCDF)
Conformément à L.4111-1 et du Code de la santé publique, nul n'est autorisé à exercer l'art dentaire en France s'il n'est pas inscrit au tableau de l'Ordre national des chirurgiens-dentistes de France.
Les missions de l'Ordre national des chirurgiens-dentistes de France (ONCDF) sont décrites au sein de l'Article L.4121-2 du Code de la santé publique :
« L'ordre des médecins, celui des chirurgiens-dentistes et celui des sages-femmes veillent au maintien des principes de moralité, de probité, de compétence et de dévouement indispensables à l'exercice de la médecine, de l'art dentaire, ou de la profession de sage-femme et à l'observation, par tous leurs membres, des devoirs professionnels, ainsi que des règles édictées par le code de déontologie prévu à l'article L.4127-1.

Ils assurent la défense de l'honneur et de l'indépendance de la profession médicale, de la profession de chirurgien-dentiste ou de celle de sage-femme.
Ils peuvent organiser toutes œuvres d'entraide et de retraite au bénéfice de leurs membres et de leurs ayants droit.

Ils accomplissent leur mission par l'intermédiaire des conseils départementaux, des conseils régionaux ou interrégionaux et du conseil national de l'ordre. »
L'Ordre national des chirurgiens-dentistes de France fut fondé le 24 septembre 1945 par ordonnance sous l'impulsion du général Charles de Gaulle. Il s'organise sur trois niveaux :
- le conseil national ;
- les conseils régionaux et interrégionaux ;
- les conseils départementaux.

L'Ordre national, à travers ses différents conseils, dispose de pouvoirs disciplinaires qu'il appliquera dès lors qu'un chirurgien-dentiste commettra un acte à l'encontre de son code de déontologie. Ces sanctions disciplinaires, suivant la gravité de la faute commise par le praticien, sont l'avertissement, le blâme, l'interdiction d'exercice temporaire et la radiation du tableau de l'Ordre qui correspond à une interdiction d'exercice permanente.

#### L'Académie nationale de chirurgie dentaire (ANCD)
L'Académie nationale de chirurgie dentaire représente intellectuellement la profession de chirurgien-dentiste en France. Elle fut fondée le 9 juillet 1956 et siège à Paris.
Conformément à l'article premier de sa charte, l'Académie « a pour but l'étude et les progrès des sciences, de l'art et des techniques dentaires et de tout ce qui peut concourir à cet objet. Elle informe les pouvoirs publics et l'opinion sur ces différents problèmes. »
Les moyens d'action de l'Académie sont notamment :
- les séances de travail ;
- la séance solennelle publique annuelle ;
- les conférences et rapports ;
- le bulletin intérieur d'information ;
- le volume annuel de ses travaux ;
- les prix et récompenses des travaux scientifiques de chirurgiens-dentistes.

Elle participe également au groupe de concertation entre les académies des sciences de la vie et de la santé et apporte son concours à diverses instances ministérielles.
Elle est gardienne de l'éthique, protection nécessaire dans l'expérimentation, l'évolution des connaissances, et dans ses applications.
L'Académie se compose de :
- membres d'honneur dont le nombre n'est pas limité ;
- membres honoraires dont le nombre n'est pas limité ;
- membres titulaires dont le nombre est fixé à 90 ;
- membres libres dont le nombre est fixé à 30 ;
- membres associés nationaux dont le nombre est fixé à 90 ;
- membres associés étrangers dont le nombre est fixé à 80.

Pour être membre, il faut exercer la profession de chirurgien-dentiste, être présenté par deux parrains, membres de l'Académie, et, après avis de la Commission des candidatures, être élu par l'Assemblée générale.
L'Académie est administrée par un Conseil composé de vingt-et-un membres élus au scrutin secret, pour une durée de trois ans, par l'Assemblée générale, et choisis parmi les membres titulaires.

### Statistiques de la profession en France
Au 1er janvier 2011, 41,836 chirurgiens-dentistes pratiquent l'art dentaire en France dont 37 850 exerçant dans un cadre libéral et 3 986 dans un cadre salarial : milieu hospitalier, mutuelles, armée…
La densité moyenne de chirurgiens-dentistes en France est de 65 praticiens pour 100,000 habitants en 2006, ce qui est proche de la moyenne européenne (68 praticiens pour 100 000 habitants), mais légèrement inférieur à la densité relevée en 1990 (67 chirurgiens-dentistes pour 100 000 habitants).
La profession est touchée au début du XXIe siècle par un vieillissement de plus en plus important. Même si le nombre de chirurgiens-dentistes en exercice a augmenté de 4 % depuis 1990, on observe tout de même une diminution des effectifs de -2 % du fait de l'augmentation parallèle de la population. En outre, le taux de croissance actuel de la profession chiffré à +0,5 % reste inférieur à celui des médecins (+1,2 %) et des sages-femmes (+ 3 %).
L'élévation relative du nombre de praticiens en France cette dernière décennie (+ 4 % depuis 1990) s'explique par l'augmentation du numerus clausus au concours d'odontologie, passant de 800 places en 1992, 1,198 places en 2015 à l'échelle nationale.
En outre, la profession de chirurgiens-dentistes se féminise depuis 1990 : en 2006, 34 % des chirurgiens-dentistes sont des femmes, soit un tiers de la profession. La Direction de la recherche, des études, de l'évaluation et des statistiques (DRESS) estime que ce pourcentage atteindra 45 % des effectifs de chirurgiens-dentistes en 2030.
L'âge moyen des chirurgiens-dentistes en France est de 47 ans en 2006 et 44 % des praticiens ont plus de 50 ans. La DRESS estime que cette moyenne demeurera stable aux horizons 2030, en dépit du vieillissement croissant des effectifs de la profession.
Si le libéralisme est le régime majoritaire des chirurgiens-dentistes en France (90,5 % de praticiens libéraux contre 9,5 % de praticiens salariés), l'exercice salarial demeure en hausse ces dernières années, notamment chez les praticiens âgés de moins de 30 ans qui sont 11 % en 2006 à pratiquer l'art dentaire sous un régime salarial. Cependant, le recours au salariat demeure temporaire dans de nombreux cas, les jeunes diplômés n'ayant pas systématiquement les moyens financiers d'investir immédiatement dans un cabinet dentaire libéral lors de leurs premières années d'exercice.

## Les différentes disciplines odontologiques
Le chirurgien-dentiste pratique l'odontologie, spécialité médico-chirurgicale de l'organe dentaire et des tissus attenants (parodonte, os et muqueuses notamment). Dans son exercice quotidien, il est secondé par un ou plusieurs assistants dentaires chargés de préparer son instrumentation, d'accueillir le patient ou encore d'assister le praticien dans ses interventions en bouche.
La pratique de l'odontologie s'effectue en cabinet dentaire ou en service hospitalier d'odontologie ou de chirurgie maxillo-faciale et stomatologie.
Les actes pratiqués par le chirurgien-dentiste se classent dans différentes catégories attenantes au domaine de l'odontologie :
- la chirurgie bucco-dentaire ;
- l'endodontie ;
- la gérodontologie ;
- l'implantologie ;
- l'occlusodontie ;
- l'odontologie conservatrice et restauratrice ;
- l'odontologie médico-légale ;
- l'odontologie du sport ;
- la parodontie ;
- la pédodontie ;
- la prothèse dentaire
- la radiologie dentaire[31]

Le patient est allongé sur un fauteuil de soin ajustable, éclairé par une forte lumière scialytique permettant au praticien d'avoir une bonne visibilité de l'intérieur de la cavité orale. Lorsque le soin débute, une aspiration est couramment disposée en bouche pour éliminer les sécrétions salivaires s'accumulant lors de l'intervention.
La consultation débute par l'entretien clinique au cours duquel le praticien identifie les attentes du patient en s'appuyant sur un questionnaire médical comprenant l'anamnèse. L'entretien clinique se poursuit alors par un examen clinique en bouche : le chirurgien-dentiste inspecte la cavité orale pour élaborer son diagnostic, avec l'aide d'instruments tels que des sondes et des miroirs plans. Suivant la nature de la pathologie bucco-dentaire, le praticien complète très fréquemment l'examen clinique par un examen radiographique permettant d'observer des tissus, des structures et des sièges anatomiques invisibles à l'examen clinique.
Une fois l'entretien clinique, l'examen clinique et l'examen radiographique terminés, le praticien élabore une stratégie thérapeutique pour répondre aux attentes du patient tout en respectant son consentement libre et éclairé comme l'impose le code de déontologie de la profession.
La méthode de sédation la plus couramment pratiquée en odontologie par le chirurgien-dentiste est l'anesthésie locale. Cependant, certaines interventions complexes (l'avulsion de dents de sagesses incluses, l'exérèse de kystes importants des maxillaires ou encore de tumeurs bénignes, etc.) nécessitent souvent une anesthésie loco-régionale voir une anesthésie générale en bloc opératoire avec une équipe pluridisciplinaire chargée de veiller à la stabilité du patient au cours de l'opération. La sédation consciente par l'inhalation de gaz sédatifs légers type mélange équimolaire oxygène-protoxyde d'azote (MEOPA) est également pratiquée  pour décontracter et rassurer les patients phobiques des soins dentaires, généralement en milieu hospitalier.
De manière plus marginale et expérimentale, l'hypnose et l'autohypnose peuvent être pratiquées avec le patient anxieux,. En France, il existe plusieurs diplômes universitaires (D.U.) en odontologie qui initient le chirurgien-dentiste à l'hypnothérapie.

### Chirurgie bucco-dentaire
La chirurgie bucco-dentaire comporte l'ensemble des opérations ou des manœuvres externes à caractère invasif pratiquées au sein de la cavité orale à des fins diagnostiques ou thérapeutiques. Parmi les nombreux actes de chirurgie bucco-dentaire pratiqués par le chirurgien-dentiste, on distingue notamment :
- l'avulsion (extraction) de dents, y compris de dents de sagesse, de dents incluses ou enclavées, de dents surnuméraires, de germes dentaires ou d'odontomes ;
- la chirurgie des tissus mous de la cavité orale (notamment les chirurgies parodontales, telles que les gingivectomies, les lambeaux d'assainissement ou les greffes) ;
- la chirurgie osseuse des maxillaires ;
- les greffes de gencives (notamment à des fins parodontales) et d'os (notamment en vue d'une pose d'implant dans une zone où le volume osseux est insuffisant)
- l'exérèse de tumeurs bénignes, de kystes et de granulomes ;
- la chirurgie implantaire en odontologie ;
- la biopsie de tissus buccaux afin de déterminer le type et l'origine d'un tissu pathologique trouvé dans la cavité orale.

La chirurgie bucco-dentaire implique la réalisation préalable d'une anesthésie locale ou loco-régionale suivant la nature de l'acte réalisé. Un examen radiographique pré et post opératoire est presque systématiquement intégré au protocole chirurgical. Dans certains cas complexes, le patient peut être opéré par le chirurgien-dentiste en milieu hospitalier sous sédation consciente ou anesthésie générale.

### Endodontie
L'endodontie est la discipline odontologique portant sur l'étude de la structure interne de l'organe dentaire et des tissus associés. Elle comporte la prévention, le diagnostic et le traitement des maladies congénitales ou acquises, réelles ou supposées, de la pulpe dentaire coronaire et radiculaire.
Le traitement endodontique consiste en l'exérèse du nerf pulpaire puis en la désinfection de la région camérale et des régions canalaires de la dent avant leur scellement à l'aide de matériaux d'obturation de type gutta-percha associés à un ciment à base d'eugenol pour éviter toute reprise infectieuse.
L'examen radiographique et l'anesthésie locale sont systématiquement réalisés dans le cadre d'un traitement endodontique.

### Gérodontologie
La gérodontologie (aussi nommée odontologie gériatrique) est une discipline odontologique portant sur l'étude de la bouche, des dents, des maxillaires et des tissus attenants chez la personne âgée. Elle comporte la prévention, le diagnostic et le traitement des pathologies acquises et congénitales de ces tissus biologiques et structures anatomiques en environnement gériatrique.

### Implantologie
L'implantologie est une discipline odontologique permettant le traitement de l'édentement (congénital ou acquis) par l'implantation chirurgicale d'une vis en titane au sein de l'os des arcades alvéolo-dentaires. Cette vis implantée servira ultérieurement de support à une prothèse dentaire implanto-portée par l'intermédiaire d'un pilier prothétique inséré dans l'implant. Les prothèses implanto-portées peuvent être fixes unitaires ou plurales, mais également  amovibles,  partielles ou totales.

### Occlusodontie
L'occlusodontie se définit comme la partie clinique et para clinique de l'occlusodontologie, à savoir l'ensemble des techniques diagnostiques et thérapeutiques visant à l'évaluation ou à l'optimisation fonctionnelle de l'appareil manducateur.
L'occlusodontologie correspond à l'ensemble des connaissances traitant dans le cadre de l'appareil manducateur, des interrelations fonctionnelles et dysfonctionnelles dento-neuro-musculo-articulaires.
Historiquement est apparue la Gnathologie (B.B. McCollum, 1924), puis l' Occlusion neuromusculaire (B. Jankelson, 1972) et enfin l' Occlusion fonctionnelle ou Occlusodontologie (A. Jeanmonod, 1988).

### Odontologie conservatrice et restauratrice
L'odontologie conservatrice comporte la prévention, le diagnostic et le traitement des pathologies congénitales ou acquises, réelles ou supposées, des tissus calcifiés de l'odonte (émail,dentine).
Y sont notamment inclus le diagnostic et le traitement des fractures dentaires et des lésions carieuses amélaires et amélo-dentinaires de l'organe dentaire.
Le traitement des lésions de l'organe dentaire se solde par la pose de matériaux d'obturation en phase d'insertion plastique :
- Obturation par amalgame dentaire
- Obturation par résine composite
- Obturation par mélange CVI (ciment-verre-ionomère)
- Obturation par compomère
- Obturation par CVI-MAR

Les lésions traitées de plus grande étendue peuvent nécessiter la pose de pièce prothétique, metalliques ou céramiques : 
- Inlay
- Onlay

Les soins attenants à l'odontologie conservatrice et restauratrice sont fréquemment rapides et peu invasifs. Ils nécessitent cependant l'usage d'une anesthésie locale dans de nombreux cas.

### Odontologie du sport
L'odontologie du sport est une discipline odontologique portant sur la prévention, le diagnostic et le traitement des pathologies congénitales ou acquises, réelles ou supposées ainsi que des traumatismes de la bouche, des dents, des maxillaires et des tissus attenants en milieu sportif.

### Odontologie médico-légale
L'odontologie médico-légale est une discipline odontologique portant sur l'analyse de l'organe dentaire, des maxillaires (os maxillaire, os mandibulaire) et des tissus attenants à des fins d'expertises judiciaires ou d'identification post-mortem.

### Parodontologie
La parodontologie est la discipline odontologique portant sur l'étude des tissus attenants à l'organe dentaire. Elle comporte la prévention, le diagnostic et le traitement des pathologies congénitales ou acquises, réelles ou supposées du parodonte, constitué du cément, de la gencive, de l'os alvéolaire, du ligament alvéolo-dentaire, et de l'espace desmodontal.
Les actions de prévention bucco-dentaire, le détartrage dentaire, le polissage dentaire, le surfaçage radiculaire, les chirurgies et les lambeaux d'assainissement parodontaux, les gingivectomies et les élongations coronaires constituent des prestations de base en parodontologie.

### Pédodontie
La pédodontie (aussi nommée odontologie pédiatrique) est une discipline odontologique portant sur l'étude de la bouche, des dents, des maxillaires et des tissus attenants chez l'enfant. Elle comporte la prévention, le diagnostic et le traitement des pathologies acquises et congénitales de ces tissus biologiques et structures anatomiques en environnement pédiatrique.

### Prothèse dentaire
La prothèse dentaire est un appareillage destiné à la restauration et au rétablissement fonctionnel et esthétique du système de manducation. Ce dispositif médical sur mesure (DMSM) est prescrit, posé et adapté en bouche par le chirurgien-dentiste après diagnostic d'un édentement congénital ou acquis ou d'un délabrement coronaire nécessitant une restauration de grande envergure. Il existe deux catégories de prothèses dentaires : les prothèses dentaires d'usage et les prothèses dentaires provisoires.
Les prothèses d'usage sont regroupées en deux catégories : les prothèses dentaires fixes, aussi nommées prothèses conjointes, et les prothèses dentaires amovibles, aussi nommées prothèses adjointes. Les prothèses dentaires fixes peuvent être unitaires (PFU) ou plurales (PPF), constituées entièrement de céramique (couronnes céramo-céramiques), de céramique coiffant une chape métallique (couronnes céramo-métalliques) ou entièrement métallique (couronnes métalliques). Elles peuvent reposer sur la couronne dentaire naturelle préparée par fraisage sous la forme de pilier prothétique par le chirurgien-dentiste, sur une infrastructure prothétique corono-radiculaire (inlay-core avec ou sans clavette) ou sur le pilier prothétique d'un implant dentaire. La prothèse dentaire amovible peut être partielle ou totale. La prothèse amovible partielle (PAP) d'usage est composée d'un châssis métallique associé à de la résine de méthacrylate de méthyle ou de nylon. Elle repose sur les crêtes édentées, usant notamment de crochets adhérents aux dents adjacentes pour augmenter sa stabilité et sa rétention. La prothèse totale dentaire (PTA) est indiquée chez le patient completement édenté. Entièrement composée de résine, elle peut aussi bien reposer sur les crêtes édentées que se fixer de manière réversible ou irréversible sur des implants dentaires.
Les prothèses dentaires provisoires sont élaborées à partir de résine acrylique avec pour objectif de combler temporairement un édentement et de restaurer l'aspect esthétique et fonctionnel de l'arcade édentée dans l'attente de l'élaboration de la prothèse d'usage. Les prothèses dentaires transitoires à base de résine peuvent être unitaires fixes (couronnes provisoires), plurales fixes (briges provisoires), amovibles partielles ou totales.
La fabrication de la prothèse dentaire s'effectue sur prescription du chirurgien-dentiste par un prothésiste dentaire qualifié. Le chirurgien-dentiste peut également élaborer ses propres prothèses dentaires à condition de se déclarer fabricant auprès de la l'Agence régionale de la santé (ARS). La conception et fabrication assistées par ordinateur (C.F.A.O.) permet au chirurgien-dentiste de fabriquer directement ses prothèses en cabinet avec une rapidité et une précision supérieures à la fabrication conventionnelle.

### Radiologie dentaire

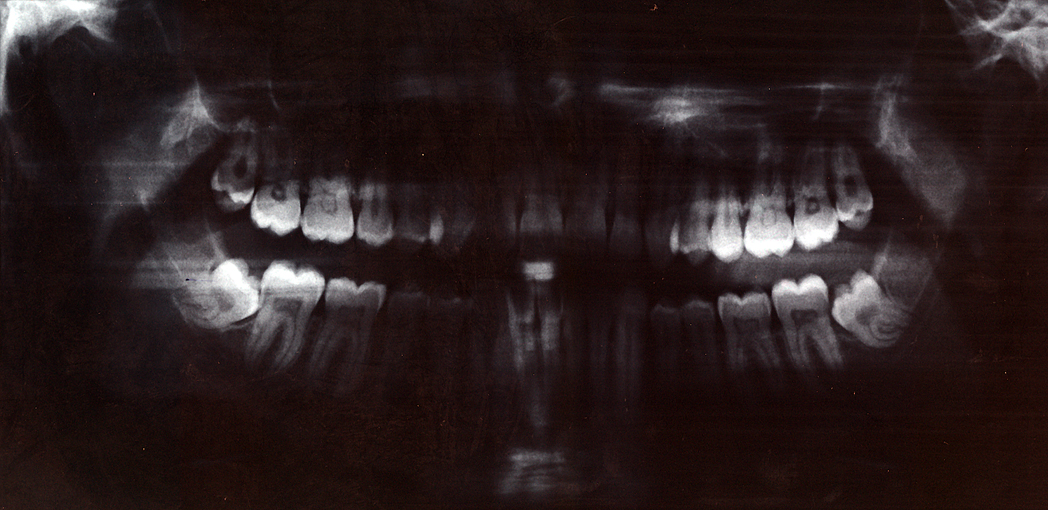
Orthopantogramme, aussi nommé panoramique dentaire

La radiologie est quotidiennement pratiquée en cabinet dentaire par le chirurgien-dentiste à des fins d'analyse diagnostic ou d'examens complémentaires en odontologie.
Les appareils de radiographie dentaire admis en cabinet dentaire sous la responsabilité du chirurgien-dentiste sont les suivants :
- les appareils de radiographie endobuccale, appareils de radiographie panoramique avec ou sans dispositif de tomographie volumique à faisceau conique ;
- les appareils de téléradiographie crânienne ;
- les appareils de tomographie volumique à faisceau conique (Cone beam computed tomography CBCT) (à l'exclusion des scanners) ;
- les appareils mobiles/transportables et portatifs de radiologie dentaire[88].

Le type de cliché radiographique dentaire dépend de l'indication. On distingue :
- la radiographie panoramique, ou orthopantomogramme (OPT) ;
- la radiographie rétro-alvéolaire (periapical view), essentiellement en endodontie ;
- la radiographie rétro-coronaire (bitewing view), essentiellement en odontologie conservatrice ;
- la radiographie occlusale (occlusal view), essentiellement en traumatologie,
- les clichés radiographiques de la face par tomodensitométrie (Conebeam - Computed Tomography), essentiellement en implantologie ;
- la téléradiographie de la face et des poignets, essentiellement en orthodontie[89].

Le cliché radiographique est réalisé par le chirurgien-dentiste à l'aide d'un film argentique ou d'un capteur numérique intra-buccal ou extra-buccal suivant la nature de l'examen.

### Autres prestations hors soins
- L'établissement du dossier dentaire, indispensable pour l'identification d'un mort inconnu en odontologie médico-légale.
- Le dépistage des « troubles du spectre de l'alcoolisation fœtale », au moyen de l'observation de la face et de la mâchoire du patient[90].

## Complications
Les complications d'un acte chirurgical dans les pays développés sont rares. Cependant, on peut citer notamment :
- l'endocardite infectieuse : chez les patients à risque d'endocardite infectieuse (ce sont les patients ayant des problèmes au niveau des valves cardiaques, porteurs de valves mécaniques…). 25 % d'entre elles seraient d'origine dentaire. En effet, après chaque détartrage ou simple brossage, une partie de la flore bactérienne passe dans la circulation sanguine systémique, et peut se fixer au niveau des valves cardiaques. Ce risque d'endocardite ne doit pas décourager les patients d'effectuer un détartrage régulier. Au contraire, avec un parodonte parfaitement sain, le risque d'endocardite est pour ainsi dire nul.
- l'abcès.
- la sinusite.

## Risques du métier
La profession de chirurgien-dentiste, et celle d'assistant dentaire, sont exposées à un certain nombre de risques, en particulier des risques chimiques, physiques et biologiques.
- Les risques chimiques proviennent des nombreux produits manipulés : résines, amalgames (à base de mercure).
- Les risques physiques sont liés entre autres à l'utilisation de rayonnements ionisants (radiographies).
- Les risques biologiques proviennent du contact avec des agents biologiques potentiellement dangereux (salive, sang).

## Formation et exercice professionnel à l'étranger

### En Europe
Conformément à l'article 22 de la directive européenne 2005/36/CE, le praticien de l'art dentaire européen (Dental practitioner) est un professionnel de santé médical détenteur d'un diplôme reconnu qui assure la prévention, le diagnostic et le traitement des anomalies et maladies des dents, de la bouche, des mâchoires et des tissus attenants,. Cette directive définit le corps professionnel des praticiens de l'art dentaire comme une entité spécifique et distincte du corps des médecins. Le praticien de l'art dentaire diffère du docteur en médecine spécialiste en odonto-stomatologie par sa formation initiale en odontologie contre une formation initiale en médecine puis complémentaire en odonto-stomatologie pour le médecin,. Toutes les nations membres de l'Union européenne reconnaissent le praticien de l'art dentaire comme un professionnel juridiquement autonome et indépendant du corps des médecins par sa formation et son mode d'exercice,. Dans la plupart des pays européens, l'odontologie est exclusivement exercée par les praticiens de l'art dentaire. Historiquement, l'Autriche, la France, l'Espagne, l'Italie et le Portugal partagent cette spécialité médico-chirurgicale entre les praticiens de l'art dentaire et les médecins stomatologistes. Cependant, depuis 2004, la profession de médecin stomatologue s'est marginalisée dans ces différents pays. En 2010, la France supprime le diplôme d'études spécialisées de stomatologie sous l'impulsion de l'Union européenne.
En 2013, l'Europe compte environ 361 979 praticiens de l'art dentaire actifs (dont 49 % de sexe féminin) répartis au sein de 30 nations dont les 28 États membres de l'Union européenne pour près de 520 millions d'habitants. Leur formation est assurée dans 199 écoles dentaires réparties à l'échelle du continent dont 9 % assurent un enseignement privé. Il est dénombré près 70 000 étudiants en odontologie inscrits, toutes années d'études confondues. En moyenne, 12 000 praticiens de l'art dentaire européens sont diplômés chaque année (dont 63 % de sexe féminin). Dans près de la moitié des pays européens, l'accès aux études odontologiques est régie par un concours sélectif conditionné par un numerus clausus. D'autres nations européennes réglementent l'accès aux études dentaires par un tirage au sort des candidats après sélection sur dossiers ou des examens d'entrée sélectifs. La formation de base du praticien de l'art dentaire au sein de l'Union européenne est régie par l'article 34 de la directive européenne 2005/36/CE : elle doit comporter au minimum cinq années d'études avec 5 000 heures de formation théorique et pratique dans un établissement agrée et aboutir à l'obtention d'un diplôme de praticien de l'art dentaire reconnu par les instances européennes,. Onze nations européennes forment les praticiens de l'art dentaire pour une durée supérieure à cinq ans : l'Allemagne, l'Autriche, la Bulgarie, la Croatie, l'Estonie, la France, l'Italie, les Pays-Bas, la Roumanie, la Slovénie et la Slovaquie.
La formation des praticiens de l'art dentaire au sein de l'Union européenne est coordonnée entre les différents États membres, conformément à l'article 34, paragraphe 2 de la directive européenne 2005/36/CE. En conséquence, les praticiens de l'art dentaire de chaque État membre bénéficient du principe de la reconnaissance automatique de leur diplôme, leur permettant d'exercer l'odontologie au sein d'un autre État membre de l'Union européenne. Chaque État membre possède un certain nombre de spécialités qualifiantes inhérentes à l'odontologie pouvant différer d'une nation à une autre. Cependant, seules deux spécialités odontologiques peuvent faire l'objet d'une reconnaissance automatique de diplôme d'une nation à une autre au sein des États membres de l'Union européenne. Conformément au point 5.3.3 de l'annexe V de la directive européenne 2005/36/CE, ces deux spécialités odontologiques universellement reconnues au sein de l'UE sont l'orthopédie-dento-faciale (O.D.F.) et la chirurgie orale. Malgré tout, la reconnaissance automatique de diplôme pour un praticien de l'art dentaire spécialiste ne s'applique pas à l'Autriche, l'Espagne et le Luxembourg qui ne reconnaissent aucune spécialité dans le domaine de l'odontologie et qui ne forment donc aucun praticien de l'art dentaire spécialiste. L'Islande, Chypre et Malte ne forment également pas de spécialistes en odontologie mais reconnaissent les diplômes européens de chirurgie orale et d'orthopédie-dento-faciale (O.D.F.) pour les praticiens de l'art dentaire étrangers. Toutes les autres spécialités odontologiques inhérentes à chaque État membre de l'UE ne font pas l'objet d'une reconnaissance automatique de diplôme : le praticien d'un État membre exerçant une spécialité autre que la chirurgie orale ou l'O.D.F. devra suivre les démarches administratives propres à la nation européenne dans laquelle il souhaite s'installer pour faire reconnaitre sa pratique comme une spécialité odontologique ou médicale. Dans 23 États membres de l'UE, la spécialité de chirurgie maxillo-faciale est reconnue pour les praticiens de l'art dentaire et exercée conjointement avec les médecins. Cependant, cinq nations ne reconnaissent pas cette spécialité pour les praticiens de l'art dentaire : l'Autriche (qui ne reconnait aucune spécialité odontologique), la Belgique (qui reconnait malgré tout deux spécialités odontologiques), la France (qui reconnait malgré tout trois spécialités odontologiques), l'Espagne (qui ne reconnait aucune spécialité odontologique) et le Luxembourg (qui ne reconnait aucune spécialité odontologique.
Créé en 1961 sous l'impulsion du Département des Affaires Sociales de la Commission européenne, le Conseil des dentistes européens (CDE) (Council of European Dentist (CED)) représente près de 340 000 praticiens de l'art dentaire de 30 nations européennes dont 27 des 28 États membres de l'Union européenne répartis au sein 32 organismes professionnels. L'unique État membre de l'UE n'y figurant pas est la Roumanie. Les trois nations non membres de l'UE intégrées au CDE sont l'Islande, la Norvège et la Suisse. Ses missions principales sont de représenter les praticiens de l'art dentaire de toute nation membre et de défendre leur exercice auprès du Parlement européen.
L'Association pour l'Éducation Dentaire en Europe (AEDE) ( The Association for Dental Education in Europe (ADEE)), fondée en 1975, est chargée de promouvoir l'éducation et la recherche odontologique à l'échelle européenne.

#### En Allemagne
L'Allemagne recense 88 882 praticiens de l'art dentaire (dont 42 % de femmes) pour 80.5 millions d'habitants en 2013, soit un dentiste pour 1 163 habitants. Les études de médecine dentaire durent entre cinq années et demi et neuf années et demi. Elles se déroulent au sein de trente écoles dentaires (dont une école privée) attenantes aux collèges de médecine. Pour intégrer le cursus en odontologie, l'étudiant doit réussir l'examen d'entrée à l'université (Abitur/Allgemeine Hochschulreife) ainsi qu'un test qualifiant propre à la filière d'odontologie. À l'issue des cinq années et demi de formation initiale, l'étudiant décroche le titre professionnel de médecin-dentiste (Zahnarzt) avec pour titre de formation le Certificat d'État de médecin-dentiste (Zeugnis über die zahnärztliche Staatsprüfung). Le médecin-dentiste peut ensuite suivre une formation supplémentaire de quatre années pour devenir médecin-dentiste spécialiste. L'Allemagne reconnait quatre spécialités odontologiques dont une spécialité uniquement dans la région de Westfalen-Lippe :
- le certificat de chirurgie orale (Fachzahnärztliche Anerkennung für Oralchirurgie/Mundchirurgie) ;
- le certificat d'orthodontie (Fachzahnärztliche Anerkennung für Kieferorthopädie) ;
- le certificat de santé publique (Zahnarzt für Öffentliches Gesundheitswesen) ;
- le certificat de périodontologie, uniquement dans la région de Westfalen-Lippe[92].

Conformément au point 5.3.3 de l'annexe V de la directive européenne 2005/36/CE, les médecins-dentistes spécialistes en chirurgie orale (Fachzahnärztliche Anerkennung für Oralchirurgie/Mundchirurgie) et les médecins-dentistes spécialistes en orthodontie (Fachzahnärztliche Anerkennung für Kieferorthopädie) bénéficient de la reconnaissance automatique de leur diplôme de spécialiste au sein de l'Union européenne.
Le médecin-dentiste diplômé à l'obligation de s'enregistrer à l'Union des dentistes conventionnés (Kassenzahnärztliche Vereinigungen (KZV)) pour pouvoir exercer . Le coût annuel de l'inscription est de 100 euros. Cet organisme professionnel fait partie intégrante du Conseil des dentistes européens (CDE).
Sur le 88 882 médecins-dentistes que recense l'Allemagne en 2013, 69 236 sont enregistrés comme actifs. Parmi les praticiens actifs, on distingue 66 157  praticiens libéraux exerçant en cabinet dentaire, 450 praticiens exerçant en service dentaire publique (sous l'égide des assurances), 2 000 exerçant à l'université, 200 en milieu hospitalier et 450 au sein des forces de défenses allemandes. Sur les 69 236 praticiens actifs, 3 443 médecins-dentistes sont spécialistes en orthodontie, 2 552 spécialistes en chirurgie orale et 450 spécialistes en santé publique. Le pays compte 13 000 étudiants en médecine dentaire inscrits au sein des trente écoles dentaires dispensant une formation initiale en odontologie avec chaque année 1 813 nouveaux diplômés.

#### En Autriche
L'Autriche compte 4 820 praticiens de l'art dentaire (dont 43 % de femmes) pour 8.5 millions d'habitants en 2013, soit un dentiste pour 1 920 habitants. Avant 1998, l'exercice de l'odontologie était exclusivement réservé aux docteurs en médecine ayant passé un certificat d'odontologie à partir de leur sixième année d'études (Doktor der medizin facharzt für zahn-, mund-, und kieferheilkunde). Le pays était donc dépourvu de praticiens de l'art dentaire. À partir de 1998, sous l'impulsion de l'Union européenne, l'Autriche reconnait et institue une formation odontologique indépendante des études de médecine permettant de former des praticiens de l'art dentaire en six années au sein de trois universités publiques situées dans les villes de Graz, Innsbruck et Vienne. En 2008 une quatrième université, privée, institue un cursus en odontologie à Krems an der Donau. Cette nouvelle filière indépendante de la médecine instaurée en 1998 est nommée médecine dentaire (Zahnheilkunde, Zahn signifiant la dent et heilkunde étant synonyme de medizin : la médecine). Le titre de formation délivré pour le praticien de l'art dentaire est docteur en médecine dentaire (Doktor  der  Zahnheilkunde) et son titre professionnel est médecin-dentiste (Zahnarzt, zahn signifiant la dent et arzt signifiant le médecin). Les premiers médecins-dentistes sont sortis diplômés en 2004 et ont depuis remplacé les médecins dans l'exercice de l'odontologie en Autriche.
Le médecin-dentiste diplômé en médecine dentaire a l'obligation de s'inscrire à la Chambre des Dentistes Autrichiens (Österreichische Zahnärztekammer) via les neuf chambres régionales (Landeszahnaerztekammern) pour pouvoir exercer. Cet organisme professionnel créé en 2006 regroupe les 4 820 médecins-dentistes du pays et fait partie intégrante du Conseil des dentistes européens (CDE).
Sur le 4 820 médecins-dentistes que recense l'Autriche en 2013, 4 421 sont enregistrés comme actifs. Parmi les praticiens actifs, on distingue 3 866 praticiens libéraux exerçant en cabinet dentaire, 601 praticiens exerçant en service dentaire publique (sous l'égide des assurances), 206 exerçant à l'université et 110 en milieu hospitalier. Certains praticiens exercent à mi-temps dans les forces armées autrichiennes. Le pays compte 970 étudiants en médecine dentaire inscrits au sein des quatre universités dispensant une formation initiale en odontologie avec chaque année 119 nouveaux diplômés.
L'Autriche est l'un des trois seuls États membres de l'UE à ne pas reconnaitre de spécialités pour ses praticiens de l'art dentaire avec l'Espagne et le Luxembourg. En conséquence, il n'existe pas de reconnaissance automatique des diplômes de praticien de l'art dentaire spécialiste en chirurgie orale ou en orthopédie dento-faciale pour les praticiens étrangers membres de l'UE. Il est malgré tout possible au médecin-dentiste de se former à la chirurgie orale et maxillo-faciale (OMF) en trois années supplémentaires au sein des trois universités publiques du pays. Cependant, cette spécialité chirurgicale étant exclusivement réservée aux docteurs en médecine (Doktor der medizin), le titre de spécialiste ne sera pas attribué au médecin-dentiste et sa spécialisation ne sera pas reconnue par l'État autrichien.

#### En Belgique
La Belgique recense 8 879 praticiens de l'art dentaire (dont 48 % de femmes) pour 11,5 millions d'habitants en 2013, soit un dentiste pour 1 434 habitants. Les études en sciences dentaires durent six à neuf années et se déroulent au sein d'une école dentaire attenante à une faculté de médecine,. La Belgique possède cinq écoles dentaires : trois écoles dentaires francophones et deux écoles dentaires néerlandophones. Deux des trois écoles dentaires francophones se trouvent à Bruxelles, au sein de l'Université catholique de Louvain et de l'Université libre de Bruxelles. La troisième école dentaire francophone est située à Liège tandis que les deux écoles néerlandophones se trouvent à Gand et Louvain. L'étudiant en sciences dentaires qui achève les cinq premières années de son cursus décroche le master en sciences dentaires (master in de tandheelkunde dans les écoles néerlandophones),. Seulement, ce diplôme étant insuffisant pour exercer l'odontologie sur le territoire, l'étudiant doit poursuivre son cursus par un master complémentaire. Il existe trois masters complémentaires en Belgique :
- le master complémentaire en dentisterie générale qui se déroule en une année supplémentaire, permettant l'obtention du titre professionnel de dentiste généraliste (DG) (en néerlandais : algemeen tandarts) ;
- le master complémentaire en orthodontie qui se déroule en quatre années supplémentaires, permettant l'obtention du titre professionnel de dentiste spécialiste en orthodontie (DSO) (en néerlandais : tandarts specialist in de orthodontie) ;
- le master complémentaire en parodontologie qui se déroule en trois années supplémentaires, permettant l'obtention du titre professionnel de dentiste spécialiste en parodontologie (DSP) (en néerlandais : tandarts specialist in de parodontologie)[93],[92].

La Belgique reconnait donc deux catégories de dentistes : les dentistes généralistes (DG), formés en six ans et les dentistes spécialistes (DS) formés en huit à neuf ans. L'orthodontie et la parodontologie constituent les deux spécialités odontologiques officielles en Belgique,. La spécialité de chirurgie orale et maxillo-faciale n'est pas ouverte aux praticiens de l'art dentaire,.
Conformément au point 5.3.3 de l'annexe V de la directive européenne 2005/36/CE, les dentistes spécialistes en orthodontie bénéficient de la reconnaissance automatique de leur diplôme de spécialiste au sein de l'Union européenne.
Le dentiste généraliste ou spécialiste a l'obligation de s'enregistrer au Ministère fédéral de la Santé de Belgique à l'issue de l'obtention de son master complémentaire pour pouvoir exercer. Ce ministère représente la profession dentaire belge au sein du Conseil des Dentistes Européens (CDE). Son exercice est réglementé par l'Institut National d'Assurance Maladie et Invalidité (INAMI) / Rijksinstituut voor Ziekte- en Invaliditeitsverzekering (RIZIV) qui conventionne les tarifs des soins bucco-dentaires et attribue au praticien en exercice un numéro INAMI.
Sur les 8 879 dentistes généralistes et spécialistes que recense la Belgique en 2013, 7 777 sont enregistrés comme actifs. Parmi les praticiens actifs, on distingue 7 567 praticiens libéraux exerçant en cabinet dentaire, 200 exerçant à l'université et 10 en sein des forces armées belges. Le pays compte 1 025 étudiants en sciences dentaires inscrits au sein des cinq écoles dentaires du pays (920 étudiants en écoles francophones et 105 étudiants en écoles néerlandophone) avec chaque année 158 nouveaux diplômés.
Les dentistes généralistes et spécialistes partagent le monopole de la pratique odontologique avec quelques médecins stomatologues formés en faculté de médecine après onze années d'études. On dénombre 8 879 dentistes généralistes ou spécialistes contre seulement 286 stomatologues en 2013.
Il existe quatre associations de dentistes au sein du royaume de Belgique reconnues par l'Institut National d'Assurance Maladie et Invalidité (INAMI) /Rijksinstituut voor Ziekte- en Invaliditeitsverzekering (RIZIV) :
- les Chambres Syndicales Dentaires, qui regroupent 1 016 dentistes francophones en 2012 ;
- la Société de Médecine Dentaire, qui regroupe 1 096 dentistes francophones en 2012 ;
- l'Association des Dentistes Flamands (Verbond der Vlaamse Tandartsen), qui regroupe environ 3 500 dentistes néerlandophones en 2012 ;
- l'Association Flamande pour la Dentisterie (Vlaamse Beroepsvereniging voor  Tandheelkunde), qui regroupe environ 600 dentistes néerlandophones en 2012[92].

#### En Bulgarie
La Bulgarie recense 8 350 praticiens de l'art dentaire (dont 66 % de femmes) pour 7,3 millions d'habitants en 2013, soit un dentiste pour 872 habitants. Les études en médecine dentaire (денталн амедицина) durent entre cinq années et demi, et huit années et demi. Elles se déroulent au sein de trois facultés de médecine dentaire situées à Sofia, Plovdiv et Varna. À l'issue des cinq années et demi de formation initiale, l'étudiant en odontologie décroche le titre professionnel de médecin-dentiste (Лекар по дентална медицина) avec le titre de formation de médecin-dentiste avec master (Лекар по денталн амедицина с образователна степен Магистър). Le médecin-dentiste peut ensuite suivre une formation supplémentaire de trois années pour devenir médecin-dentiste spécialiste. La Bulgarie est le pays européen reconnaissant le plus grand nombre de spécialités pour les praticiens de l'art dentaire. Il existe dix spécialités officielles :
- Médecine dentaire générale ;
- Orthodontie ;
- Chirurgie orale ;
- Médecine dentaire pédiatrique ;
- Médecine dentaire opératoire et endodontie ;
- Périodontologie et maladies des muqueuses orales ;
- Médecine dentaire prothétique ;
- Imagerie médicale ;
- Médecine sociale et santé publique ;
- Allergologie dentaire clinique[92].

Conformément au point 5.3.3 de l'annexe V de la directive européenne 2005/36/CE, les médecins-dentistes spécialistes en chirurgie orale (Специалист по орална хирургия ) et les médecins-dentistes spécialistes en orthodontie (Специалист по ортодонтия) bénéficient de la reconnaissance automatique de leur diplôme de spécialiste au sein de l'Union européenne.
Le médecin-dentiste bulgare a l'obligation de s'inscrire à l'Association Dentaire Bulgare pour pouvoir exercer. Le coût annuel d'inscription pour demeurer légalement actif est de 77 euros. Cet organisme professionnel créé en 1904 regroupe les 8 350 médecins-dentistes du pays fait partie intégrante du Conseil des dentistes européens (CDE).
Sur les 8 350 médecins-dentistes que recense la Bulgarie en 2013, tous sont enregistrés comme actifs. On distingue notamment 2 264 médecins-dentistes spécialistes en médecine dentaire générale, 45 médecins-dentistes spécialistes en orthodontie, 226 médecins-dentistes spécialistes en chirurgie orale, 417 médecins-dentistes spécialistes en médecine dentaire opératoire et endodontie, 580 médecins-dentistes spécialistes en médecine dentaire pédiatrique, 36 médecins-dentistes spécialistes en périodontologie, 115 médecins-dentistes spécialistes en médecine dentaire prothétique, 5 médecins-dentistes spécialistes en imagerie médicale, 17 médecin-dentistes spécialistes en santé publique et 7 médecins-dentistes en allergologie dentaire clinique. Sur les 8 350  médecins-dentistes que compte le pays, 8 011 sont des praticiens libéraux exerçant en cabinet dentaire, 258 exercent à l'université, 35 en milieu hospitalier et 45 au sein des forces armées bulgares. Le pays compte chaque année 290 nouveaux diplômés.
La principale association dentaire du pays est l'Association des Dentistes Bulgares. Créée en 1997, elle regroupe près de 150 praticiens.

#### En Croatie
La Croatie recense 4 537 praticiens de l'art dentaire (dont 65 % de femmes) pour 4.5 millions d'habitants en 2013, soit un dentiste pour 1 155 habitants. Les études de médecine dentaire durent entre six années et neuf années. Elles se déroulent au sein d'une école dentaire de l'université croate au nombre de trois sur le territoire. La Croatie compte deux écoles publiques situées à Zagreb et Rijeka, et une école privée localisée à Split. À l'issue des six années de formation initiale, l'étudiant en odontologie décroche le titre professionnel de stomatologue (stomatolog) et le titre de formation de docteur en stomatologie (doktor  stomatologije). Le titre professionnel de stomatologue désigne ici le dentiste et non le médecin comme il est fréquemment nommé en Europe, notamment en Belgique et en France. Le praticien de l'art dentaire croate peut ensuite suivre une formation complémentaire de trois années pour devenir stomatologue spécialiste. La Croatie reconnait huit spécialités odontologiques accessibles au sein des écoles dentaires publiques de Zagreb et Rijeka :
- Endodontie et dentisterie restorative ;
- Chirurgie orale ;
- Dentisterie familiale ;
- Médecine bucco-dentaire ;
- Orthodontie ;
- Périodontie ;
- Prothèse dentaire[92].

Conformément au point 5.3.3 de l'annexe V de la directive européenne 2005/36/CE, les stomatologues spécialistes en chirurgie orale et les stomatologues spécialistes en orthodontie bénéficient de la reconnaissance automatique de leur diplôme de spécialiste au sein de l'Union européenne.
Le stomatologue croate a l'obligation de réaliser un an de résidence sous contrôle d'un dentiste expérimenté après l'obtention de son diplôme. À l'issue de ce résidanat, il doit valider l'examen d'État du Ministère de la santé organisé par la Chambre Dentaire Croate. Cet examen permet au dentiste d'acquérir une licence professionnelle lui permettant d'exercer en autonomie et de s'inscrire au sein de la Chambre Dentaire Croate. Cet organisme professionnel créé en 1995 regroupe les stomatologues mais aussi les prothésistes dentaires et les assistantes dentaires. Il fait partie intégrante du Conseil des dentistes européens (CDE).

#### À Chypre
Chypre recense 1 073 praticiens de l'art dentaire (dont 49 % de femmes) pour 0,9 millions d'habitants en 2013, soit un dentiste pour 1 042 habitants. Il n'existe aucun cursus universitaire en odontologie à Chypre, l'île ne forme donc pas de praticiens de l'art dentaire. Les dentistes chypriotes sont formés en Grèce au sein des universités d'Athènes et de Thessalonique. Chaque année, le Ministère de l'éducation chypriote alloue quinze places aux dentistes européens désireux de s'installer sur l'île à condition de réussir l'examen d'entrée sur le territoire.
Pour exercer la dentisterie à Chypre, le praticien de l'art dentaire européen doit s'inscrire en premier lieu au sein du Conseil Dentaire de Chypre pour faire reconnaitre son diplôme européen de dentiste. Il doit ensuite se faire enregistrer au sein de l'Association Dentaire de Chypre pour pouvoir exercer sur le territoire. Le coût annuel de l'inscription est de 30 euros pour le Conseil Dentaire de Chypre et de 130 euros pour l'Association Dentaire de Chypre. Ces deux entités professionnelles représentent les praticiens chypriotes au sein du Conseil des Dentistes Européens (CDE).
Conformément au point 5.3.3 de l'annexe V de la directive européenne 2005/36/CE, les dentistes spécialistes en chirurgie orale et les dentistes spécialistes en orthodontie bénéficient de la reconnaissance automatique de leur diplôme de spécialiste sur le territoire chypriote.
Sur le 1 073 praticiens de l'art dentaire que recense Chypre en 2013, 827 sont enregistrés comme actifs. Parmi les praticiens actifs, on distingue 787  praticiens libéraux exerçant en cabinet dentaire, 39 praticiens exerçant en service dentaire publique (sous l'égide des assurances) et 2 au sein des forces armées chypriotes. Sur les 827 praticiens actifs, 46 praticiens de l'art dentaire sont spécialistes en orthodontie, 11 spécialistes en chirurgie bucco-dentaire, 8 spécialistes en chirurgie maxillo-faciale et 1 spécialiste en chirurgie orale.

#### En Tchéquie
La Tchéquie recense 9 354 praticiens de l'art dentaire (dont 65 % de femmes) pour 10.5 millions d'habitants en 2012, soit un dentiste pour 1 345 habitants. Les études de stomatologie en République Tchèque durent entre cinq années et onze années. Jusqu'en 2003, le diplôme nécessaire pour l'exercice de l'odontologie était celui de docteur en médecine générale certifié en stomatologie (Medicinae universae doctor in disciplina medicinae stomatologicae). À partir de 2004, une réforme instituée par le Ministère de l'éducation sous l'impulsion de l'Union européenne modifie le cursus en odontologie. Dorénavant le titre de formation exigé pour exercer la dentisterie est celui de docteur en médecine dentaire diplômé en dentisterie (Diplom o ukončení studia ve studijním programmeu zubní lékařství (doktor zubního lékařství)). Les études de médecine dentaire durent cinq années en clinique de stomatologie des facultés de médecine de l'université tchèque (Stomatologická klinika Lékařské fakulty) au nombre de cinq sur le territoire (Prague, Hradec Králové, Plzeň, Brno et Olomouc). Elles s'achèvent par l'obtention du titre professionnel de dentiste (Zubař) et du titre de formation de docteur en médecine dentaire diplômé en dentisterie (Diplom o ukončení studia ve studijním programmeu zubní lékařství (doktor zubního lékařství)). Le praticien diplômé a ensuite l'obligation de valider un certificat de compétence dans le cadre de sa formation continue pour pouvoir exercer. Ce certificat de compétence doit être renouvelé par le praticien tous les trois à cinq ans. Il existe cinq certificats de compétence distincts en Tchéquie :
- Dentiste avec un certificat de compétence (omnipraticien) ;
- Dentiste avec un certificat de compétence en périodontologie ;
- Dentiste avec un certificat de compétence en chirurgie orale ;
- Dentiste avec un certificat de compétence en pédodontie ;
- Dentiste avec un certificat de compétence en orthodontie[92].

Le certificat de compétence dans une discipline odontologique ne constitue pas une spécialité. La République Tchèque reconnait trois spécialités odontologiques officielles, accessibles après trois années minimum d'exercice :
- Chirurgie orale et maxillo-faciale (diplom o specializaci (v oboru orální a maxilofaciální chirurgie)), dont la formation se déroule en six années ;
- Orthodontie (Diplom o specializaci (v oboru ortodoncie) ), dont la formation se déroule en trois années ;
- Dentisterie clinique (Diplom - klinická stomatologie)[92].

Conformément au point 5.3.3 de l'annexe V de la directive européenne 2005/36/CE, les dentistes spécialistes en chirurgie orale et les dentistes spécialistes en orthodontie bénéficient de la reconnaissance automatique de leur diplôme de spécialiste au sein de l'Union européenne.
Le dentiste diplômé a l'obligation de s'enregistrer au Ministère de la Santé, à la Chambre des Dentistes Tchèques (Česká stomatologická komora – CSK) et à l'Autorité Régionale pour pouvoir exercer. La Chambre des Dentistes Tchèques, créée en 1991, et l'Autorité Régionale représentent les dentistes tchèques au Conseil des Dentistes Européens (CDE).
Sur le 9 354 dentistes que recense la Tchéquie en 2012, 7 821 sont enregistrés comme actifs. On distingue notamment 337 dentistes spécialistes en orthodontie et 72 dentistes spécialistes en chirurgie orale et chirurgie maxillo-faciale. Sur les 9 354 dentistes que compte le pays, 285 exercent à l'université, 30 en milieu hospitalier et 31 au sein des forces armées tchèques. Le pays compte chaque année 250 nouveaux diplômés en odontologie.

#### Au Danemark
Le Danemark recense 7 989 praticiens de l'art dentaire (dont 58 % de femmes) pour 5.6 millions d'habitants en 2013, soit un dentiste pour 1 086 habitants. Les études d'odontologie durent entre cinq années et dix années. Elles se déroulent au sein de deux écoles dentaires (Tandlægeskolen) situées à Copenhague et Aarhus. À l'issue des cinq années de formation initiale, l'étudiant en odontologie (Kandidat i odontologi) décroche le titre professionnel de médecin-dentiste , en danois tandlæge (tand signifiant la dent et læge le médecin) après l'obtention du master en odontologie (Kandidatuddannelsen i odontologi) qui constitue son titre de formation,. Le médecin-dentiste peut ensuite suivre une formation supplémentaire de trois à cinq années pour devenir médecin-dentiste spécialiste. Le Danemark reconnait deux spécialités odontologiques, accessibles après deux années d'exercice minimum :
- Chirurgie orale et maxillo-faciale, d'une durée de cinq années de formations supplémentaires ;
- Orthodontie, d'une durée de trois années de formations supplémentaires[92].

Conformément au point 5.3.3 de l'annexe V de la directive européenne 2005/36/CE, les médecins-dentistes spécialistes en chirurgie orale et maxillo-faciale et les médecins-dentistes spécialistes en orthodontie bénéficient de la reconnaissance automatique de leur diplôme de spécialiste au sein de l'Union européenne.
Le médecin-dentiste danois diplômé a l'obligation de s'inscrire à l'Autorité Danoise de la Santé et des Médicaments pour pouvoir exercer. Il n'y a pas de coût annuel d'inscritpion. Cet organisme professionnel, créé en 1904, regroupe les 8 350 médecins-dentistes du pays fait partie intégrante du Conseil des dentistes européens (CDE).
Sur le 7 989 médecins-dentistes que recense le Danemark en 2013, 5 161 sont enregistrés comme actifs. On distingue notamment 290 médecins-dentistes spécialistes en orthodontie et 98 médecins-dentistes spécialistes en chirurgie orale et maxillo-faciale. Sur les 7 989  médecins-dentistes que compte le pays, 3 431 sont des praticiens libéraux exerçant en cabinet dentaire, 1 215 exercent en service public de santé (sous l'égide des assurances), 112 exercent à l'université, 58 en milieu hospitalier et 15 au sein des forces armées danoises. Le pays compte chaque année 290 nouveaux diplômés.
Les deux principales associations dentaires du pays sont l'Association Dentaire Danoise et l'Association des Dentistes de la Santé Publique.

#### En Estonie
L'Estonie recense 1 615 praticiens de l'art dentaire (dont 87 % de femmes) pour 1,3 million d'habitants en 2013, soit un dentiste pour 1 208 habitants. Les études d'odontologie sont instituées en 2004 sous l'impulsion de l'Union européenne. Elles durent entre cinq années et dix années et se déroulent au sein de l'école dentaire de Tartu. À l'issue des cinq années de formation initiale, l'étudiant en odontologie décroche le titre professionnel de médecin-dentiste , en estonien hambaarst (hamba signifiant la dent et arst le médecin) après l'obtention du diplôme de fin cursus en sciences dentaires (Diplom hambaarstiteaduse õppekav a läbimise kohta) qui constitue son titre de formation. Le médecin-dentiste peut ensuite suivre une formation supplémentaire de trois à cinq années pour devenir médecin-dentiste spécialiste. L'Estonie reconnait trois spécialités odontologiques :
- Chirurgie orale et maxillo-faciale, d'une durée de cinq années de formations supplémentaires ;
- Dentisterie clinique, d'une durée de trois années de formations supplémentaires ;
- Orthodontie, d'une durée de trois années de formations supplémentaires[92].

Conformément au point 5.3.3 de l'annexe V de la directive européenne 2005/36/CE, les médecins-dentistes spécialistes en chirurgie orale et maxillo-faciale et les médecins-dentistes spécialistes en orthodontie bénéficient de la reconnaissance automatique de leur diplôme de spécialiste au sein de l'Union européenne.
Le médecin-dentiste estonien diplômé a l'obligation de s'inscrire au registre du Conseil Général Dentaire pour pouvoir exercer. Le coût annuel d'inscritpion est de 13 euros.
Sur le 1 615 médecins-dentistes que recense l'Estonie en 2013, 1 250 sont enregistrés comme actifs. On distingue notamment 62 médecins-dentistes spécialistes en orthodontie, 25 médecins-dentistes spécialistes en chirurgie orale et maxillo-faciale et 19 médecins-dentistes spécialistes en dentisterie clinique. Sur les 1 615  médecins-dentistes que compte le pays, 1 200 sont des praticiens libéraux exerçant en cabinet dentaire, 18 exercent à l'université, 35 en milieu hospitalier et 5 au sein des forces armées estoniennes. Le pays compte chaque année 30 nouveaux diplômés.

#### En France
La formation du chirurgien-dentiste se fait en six ans au minimum après le baccalauréat. La première année des études odontologiques est commune aux étudiants en médecine, en maïeutique (sage-femme) et en pharmacie. À l'issue de cette année (la PACES = Première Année Commune des Études de Santé), se déroulent plusieurs concours sélectifs : médecine, chirurgie-dentaire, maïeutique (sage-femme) et pharmacie. Les étudiants classés en rang utile sont autorisés à poursuivre leurs études en 2e année, ceux ayant obtenu une place en chirurgie dentaire rejoignent une UFR d'odontologie ou de chirurgie dentaire.

### Au Chili
La formation chilienne en médecine dentaire se fait en 6 ans et son accès requiert, dans les universités publiques, un nombre de points élevé au concours d'entrée universitaire (PSU). Après un premier cycle de deux ans consacré aux sciences fondamentales et médicales, des cours spécialisés et de nombreux stages occupent le reste de la formation. Les soins sur patients réels débutent en troisième année et les étudiants doivent dès lors gérer leur patientèle parallèlement au cursus. La sixième année est essentiellement consacrée à des stages de longue durée. La médecine dentaire chilienne a vu se développer considérablement sa recherche scientifique dans les 20 dernières années et met un accent particulier sur l'expérience pratique  et la responsabilisation face au patient. La culture académique est notamment marquée par les influences des écoles allemande et nord-américaine, mais la production proprement chilienne en termes de recherche, de publication dans des revues internationales et d'innovation est aujourd'hui très active. À noter que la prolifération des universités privées au cours des années 2000 a récemment conduit l'État à imposer des critères plus stricts aux diplômés de ces universités pour pouvoir travailler dans les institutions publiques de santé. 
Les spécialisations se font sur 3 ou 4 ans, le plus souvent dans un centre universitaire agréé par l'État.

### Au Mexique
Au Mexique la formation de chirurgien-dentiste dure 5 ans et son accès dépend généralement du résultat d'un examen d'entrée. Le programme des deux premières années est très axé sur l'anatomie et l'histologie, associées à une première approche des techniques et des matériaux. Les 3e et 4e années fournissent les connaissances spécifiques des branches principales de l'odontologie: exodontie, endodontie, périodontie, orthodontie, chirurgie buccale, odontopédiatrie. La cinquième année est constituée principalement de stages (répartis entre patients adultes, enfants et adolescents) et un apprentissage de la gestion d'établissements de soins dentaires. Les matériaux utilisés durant la formation sont principalement nord-américains et européens. Les programmes de spécialisations se font sur concours et durent entre 3 et 4 ans

### En Suisse
En Suisse l'appellation exacte est « médecin-dentiste ». Pour démarrer la formation, il est nécessaire d'avoir une maturité gymnasiale (équivalent du baccalauréat). Ensuite, 5 ans de formation dans une université sont nécessaires pour l'obtention du diplôme.
Les deux premières années sont communes aux étudiants en médecine. Les universités de Bâle, Berne et Zurich proposent la formation en allemand, l'université de Genève propose l'unique formation de médecine dentaire en français du pays (l'accès à cette dernière est généralement réservée aux étudiants suisses et certains européens en raison de la faible capacité de la section de médecine dentaire de Genève). Les programmes de spécialisation sont extrêmement rares et également réservés aux diplômés suisses.